# Список галер Российского императорского флота

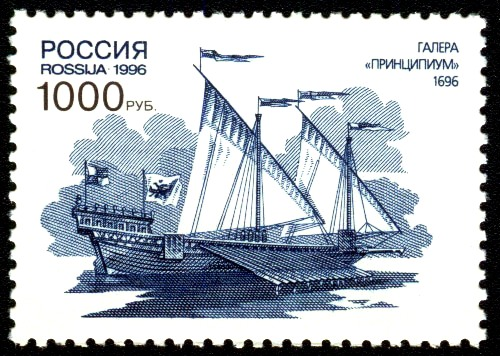
Галера «Принципиум» на российской марке 1996 года

В список включены все галеры, полугалеры и скампавеи Российского флота c момента их появления в составе флота в 1696 году и до конца XVIII века, когда они вышли из употребления.

## Легенда
Список судов разбит на разделы по флотам и флотилиям, внутри разделов суда представлены в порядке очерёдности включения их в состав флота, в рамках одного года — по алфавиту. Ссылки на источники информации для каждой строки таблиц списка и комментариев, приведённых к соответствующим строкам, сгруппированы и располагаются в столбце Примечания.
- Наименование — имя судна, в случае отсутствия сохранившихся имён, указывается количество построенных однотипных судов.
- Вооружение — количество артиллерийских орудий, установленных на судне. При наличии сведений о количестве лафетных и вертлюжных пушек на галере, последние указываются в квадратных скобках.
- Размер — длина и ширина судна в метрах.
- Осадка — осадка судна (глубина погружения в воду) в метрах.
- Банки — количество банок — скамей для гребцов, на судне.
- Экипаж — численность экипажа судна.
- Верфь — место постройки судна.
- Корабельный мастер — имя кораблестроителя который построил судно или под руководством которого было построено судно.
- Год включения в состав флота — год постройки, приобретения, переоборудования или захвата судна.
- Год вывода из состава флота — год исключения судна из состава флота, в некоторых случаях может отличаться от года фактического прекращения использования судна.
- История службы — основные места и события.
- н/д — нет данных.

Сортировка может проводиться по любому из выбранных столбцов таблиц, кроме столбцов История службы и Примечания.

## Галеры Азовского флота

### Галеры Азовского похода 1696 года
| Наименование                  | Ор. | Размер | Ос. | Бан. | Эк. | Верфь                                                  | Мастер                                             | Вх.  | Вых.       | История службы | Прим.                         |
| ----------------------------- | --- | --- | --- | ---- | --- | ------------------------------------------------------ | -------------------------------------------------- | ---- | ---------- | --- | ----------------------------- |
| Галера адмирала Лефорта       | 3   | 38,1 x 9,2 | 1,8 | 14   | 133 | Построена в Голландии по заказу русского правительства | н/д                                                | 1696 | н/д        | Принимала участие во втором Азовском походе Петра I, во время похода на галере держал свой флаг адмирал Ф. Я. Лефорт. | [ 1 ] [ 2 ] [ 3 ] [ 4 ]       |
| Принципиум                    | 3   | Сведений о размерах галер не сохранилось, однако, в связи с упоминанием в документах различного числа банок и различного вооружения, галеры этого типа могли иметь разные размеры. | Сведений о размерах галер не сохранилось, однако, в связи с упоминанием в документах различного числа банок и различного вооружения, галеры этого типа могли иметь разные размеры. | 17   | н/д | Преображенская верфь                                   | О. Щека, Я. Иванов, И. Вилимсен, П. Клар, Я. Янсен | 1696 | после 1701 | Принимала участие во втором Азовском походе Петра I, во время осады Азова на галере держал свой флаг Пётр I. По окончании службы была разобрана в Азове. | [ 1 ] [ 5 ] [ 6 ] [ 7 ] [ 8 ] |
| Галера вице-адмирала Лимы     | 4   | Сведений о размерах галер не сохранилось, однако, в связи с упоминанием в документах различного числа банок и различного вооружения, галеры этого типа могли иметь разные размеры. | Сведений о размерах галер не сохранилось, однако, в связи с упоминанием в документах различного числа банок и различного вооружения, галеры этого типа могли иметь разные размеры. | 14   | н/д | Преображенская верфь                                   | О. Щека, Я. Иванов, И. Вилимсен, П. Клар, Я. Янсен | 1696 | после 1701 | Принимала участие во втором Азовском походе Петра I, во время похода галерой командовал первый российский вице-адмирал венецианского происхождения Ю. С. Лима. В октябре 1698 года по пути из Азова в Воронеж затонула в районе Черкасска. В мае следующего года поднята и приведена в Азов. По окончании службы была разобрана в Азове. | [ 1 ] [ 6 ] [ 9 ] [ 10 ]      |
| Галера капитана Вейде         | 3   | Сведений о размерах галер не сохранилось, однако, в связи с упоминанием в документах различного числа банок и различного вооружения, галеры этого типа могли иметь разные размеры. | Сведений о размерах галер не сохранилось, однако, в связи с упоминанием в документах различного числа банок и различного вооружения, галеры этого типа могли иметь разные размеры. | 14   | н/д | Преображенская верфь                                   | О. Щека, Я. Иванов, И. Вилимсен, П. Клар, Я. Янсен | 1696 | после 1701 | Принимала участие во втором Азовском походе Петра I, во время похода галерой командовал капитан А. Вейде. По окончании службы была разобрана в Азове. | [ 1 ] [ 6 ] [ 9 ]             |
| Галера капитана Гротта        | 3   | Сведений о размерах галер не сохранилось, однако, в связи с упоминанием в документах различного числа банок и различного вооружения, галеры этого типа могли иметь разные размеры. | Сведений о размерах галер не сохранилось, однако, в связи с упоминанием в документах различного числа банок и различного вооружения, галеры этого типа могли иметь разные размеры. | 14   | н/д | Преображенская верфь                                   | О. Щека, Я. Иванов, И. Вилимсен, П. Клар, Я. Янсен | 1696 | после 1701 | Принимала участие во втором Азовском походе Петра I, во время похода галерой командовал капитан А. А. Гротт. По окончании службы была разобрана в Азове. | [ 1 ] [ 6 ] [ 9 ]             |
| Галера капитана Пристава      | 3   | Сведений о размерах галер не сохранилось, однако, в связи с упоминанием в документах различного числа банок и различного вооружения, галеры этого типа могли иметь разные размеры. | Сведений о размерах галер не сохранилось, однако, в связи с упоминанием в документах различного числа банок и различного вооружения, галеры этого типа могли иметь разные размеры. | 14   | н/д | Преображенская верфь                                   | О. Щека, Я. Иванов, И. Вилимсен, П. Клар, Я. Янсен | 1696 | после 1701 | Принимала участие во втором Азовском походе Петра I, во время похода галерой командовал капитан Б. Пристав. По окончании службы была разобрана в Азове. | [ 1 ] [ 6 ] [ 9 ]             |
| Галера капитана Ф. Хотунского | 3   | Сведений о размерах галер не сохранилось, однако, в связи с упоминанием в документах различного числа банок и различного вооружения, галеры этого типа могли иметь разные размеры. | Сведений о размерах галер не сохранилось, однако, в связи с упоминанием в документах различного числа банок и различного вооружения, галеры этого типа могли иметь разные размеры. | 14   | н/д | Преображенская верфь                                   | О. Щека, Я. Иванов, И. Вилимсен, П. Клар, Я. Янсен | 1696 | после 1701 | Принимала участие во втором Азовском походе Петра I, во время похода галерой командовал капитан Ф. Хотунский. По окончании службы была разобрана в Азове. | [ 1 ] [ 6 ] [ 9 ]             |
| Галера капитана Инглиса       | 3   | Сведений о размерах галер не сохранилось, однако, в связи с упоминанием в документах различного числа банок и различного вооружения, галеры этого типа могли иметь разные размеры. | Сведений о размерах галер не сохранилось, однако, в связи с упоминанием в документах различного числа банок и различного вооружения, галеры этого типа могли иметь разные размеры. | 16   | н/д | Преображенская верфь                                   | О. Щека, Я. Иванов, И. Вилимсен, П. Клар, Я. Янсен | 1696 | после 1701 | Принимала участие во втором Азовском походе Петра I, во время похода галерой командовал капитан Д. Инглис. По окончании службы была разобрана в Азове. | [ 1 ] [ 9 ] [ 11 ]            |
| Галера капитана Турлавиля     | 3   | Сведений о размерах галер не сохранилось, однако, в связи с упоминанием в документах различного числа банок и различного вооружения, галеры этого типа могли иметь разные размеры. | Сведений о размерах галер не сохранилось, однако, в связи с упоминанием в документах различного числа банок и различного вооружения, галеры этого типа могли иметь разные размеры. | 18   | н/д | Преображенская верфь                                   | О. Щека, Я. Иванов, И. Вилимсен, П. Клар, Я. Янсен | 1696 | после 1701 | Принимала участие во втором Азовском походе Петра I, во время похода галерой командовал капитан В. Турлавил. По окончании службы была разобрана в Азове. | [ 9 ] [ 11 ] [ 12 ]           |
| Галера капитана Ушакова       | 3   | Сведений о размерах галер не сохранилось, однако, в связи с упоминанием в документах различного числа банок и различного вооружения, галеры этого типа могли иметь разные размеры. | Сведений о размерах галер не сохранилось, однако, в связи с упоминанием в документах различного числа банок и различного вооружения, галеры этого типа могли иметь разные размеры. | 18   | н/д | Преображенская верфь                                   | О. Щека, Я. Иванов, И. Вилимсен, П. Клар, Я. Янсен | 1696 | после 1701 | Принимала участие во втором Азовском походе Петра I, во время похода галерой командовал капитан В. Ушаков. По окончании службы была разобрана в Азове. | [ 9 ] [ 11 ] [ 12 ]           |
| Галера шаутбенахта де Лозьера | 3   | Сведений о размерах галер не сохранилось, однако, в связи с упоминанием в документах различного числа банок и различного вооружения, галеры этого типа могли иметь разные размеры. | Сведений о размерах галер не сохранилось, однако, в связи с упоминанием в документах различного числа банок и различного вооружения, галеры этого типа могли иметь разные размеры. | 15   | н/д | Преображенская верфь                                   | О. Щека, Я. Иванов, И. Вилимсен, П. Клар, Я. Янсен | 1696 | после 1701 | Принимала участие во втором Азовском походе Петра I, во время похода галерой командовал шаутбенахт Б. Е. де Лозьер. По окончании службы была разобрана в Азове. | [ 1 ] [ 6 ] [ 9 ]             |
| Галера капитана Быковского    | 4   | Сведений о размерах галер не сохранилось, однако, в связи с упоминанием в документах различного числа банок и различного вооружения, галеры этого типа могли иметь разные размеры. | Сведений о размерах галер не сохранилось, однако, в связи с упоминанием в документах различного числа банок и различного вооружения, галеры этого типа могли иметь разные размеры. | 14   | н/д | Преображенская верфь                                   | О. Щека, Я. Иванов, И. Вилимсен, П. Клар, Я. Янсен | 1696 | после 1701 | Принимала участие во втором Азовском походе Петра I, во время похода галерой командовал капитан А. Быковский. По окончании службы была разобрана в Азове. | [ 1 ] [ 6 ] [ 9 ]             |
| Галера капитана Якова Брюса   | 3   | Сведений о размерах галер не сохранилось, однако, в связи с упоминанием в документах различного числа банок и различного вооружения, галеры этого типа могли иметь разные размеры. | Сведений о размерах галер не сохранилось, однако, в связи с упоминанием в документах различного числа банок и различного вооружения, галеры этого типа могли иметь разные размеры. | 15   | н/д | Преображенская верфь                                   | О. Щека, Я. Иванов, И. Вилимсен, П. Клар, Я. Янсен | 1696 | после 1701 | Принимала участие во втором Азовском походе Петра I, во время похода галерой командовал капитан Я. В. Брюс. В июле 1698 года отправлена из Азова в Воронеж, однако из-за обмеления Дона в районе Черкасска, вернулась обратно. По окончании службы была разобрана в Азове.                                                               | [ 1 ] [ 9 ] [ 11 ]            |
| Галера капитана Кунингама     | 4   | Сведений о размерах галер не сохранилось, однако, в связи с упоминанием в документах различного числа банок и различного вооружения, галеры этого типа могли иметь разные размеры. | Сведений о размерах галер не сохранилось, однако, в связи с упоминанием в документах различного числа банок и различного вооружения, галеры этого типа могли иметь разные размеры. | 15   | н/д | Преображенская верфь                                   | О. Щека, Я. Иванов, И. Вилимсен, П. Клар, Я. Янсен | 1696 | после 1701 | Принимала участие во втором Азовском походе Петра I, во время похода галерой командовал капитан П. Кунингам. По окончании службы была разобрана в Азове. | [ 1 ] [ 9 ] [ 11 ]            |
| Галера капитана Трубецкого    | 5   | Сведений о размерах галер не сохранилось, однако, в связи с упоминанием в документах различного числа банок и различного вооружения, галеры этого типа могли иметь разные размеры. | Сведений о размерах галер не сохранилось, однако, в связи с упоминанием в документах различного числа банок и различного вооружения, галеры этого типа могли иметь разные размеры. | 17   | н/д | Преображенская верфь                                   | О. Щека, Я. Иванов, И. Вилимсен, П. Клар, Я. Янсен | 1696 | после 1701 | Принимала участие во втором Азовском походе Петра I, во время похода галерой командовал капитан князь И. Ю. Трубецкой. В июле 1698 года отправлена из Азова в Воронеж, однако из-за обмеления Дона в районе Черкасска, вернулась обратно. По окончании службы была разобрана в Азове.                                                    | [ 9 ] [ 11 ] [ 12 ]           |
| Галера капитана Буларта       | 3   | Сведений о размерах галер не сохранилось, однако, в связи с упоминанием в документах различного числа банок и различного вооружения, галеры этого типа могли иметь разные размеры. | Сведений о размерах галер не сохранилось, однако, в связи с упоминанием в документах различного числа банок и различного вооружения, галеры этого типа могли иметь разные размеры. | 17   | н/д | Преображенская верфь                                   | О. Щека, Я. Иванов, И. Вилимсен, П. Клар, Я. Янсен | 1696 | после 1701 | Принимала участие во втором Азовском походе Петра I, во время похода галерой командовал капитан Ф. Буларт. В октябре 1698 года по пути из Азова в Воронеж затонула в районе Черкасска. В мае следующего года поднята и приведена в Азов. По окончании службы была разобрана в Азове.                                                     | [ 5 ] [ 11 ] [ 12 ]           |
| Галера капитана Гасениуса     | 2   | Сведений о размерах галер не сохранилось, однако, в связи с упоминанием в документах различного числа банок и различного вооружения, галеры этого типа могли иметь разные размеры. | Сведений о размерах галер не сохранилось, однако, в связи с упоминанием в документах различного числа банок и различного вооружения, галеры этого типа могли иметь разные размеры. | 17   | н/д | Преображенская верфь                                   | О. Щека, Я. Иванов, И. Вилимсен, П. Клар, Я. Янсен | 1696 | после 1701 | Принимала участие во втором Азовском походе Петра I, во время похода галерой командовал капитан А. Гасениус. В октябре 1698 года по пути из Азова в Воронеж затонула в районе Черкасска. В мае следующего года поднята и приведена в Азов. По окончании службы была разобрана в Азове.                                                   | [ 9 ] [ 11 ] [ 12 ]           |
| Галера капитана И. Хотунского | 4   | Сведений о размерах галер не сохранилось, однако, в связи с упоминанием в документах различного числа банок и различного вооружения, галеры этого типа могли иметь разные размеры. | Сведений о размерах галер не сохранилось, однако, в связи с упоминанием в документах различного числа банок и различного вооружения, галеры этого типа могли иметь разные размеры. | 18   | н/д | Преображенская верфь                                   | О. Щека, Я. Иванов, И. Вилимсен, П. Клар, Я. Янсен | 1696 | после 1701 | Принимала участие во втором Азовском походе Петра I, во время похода галерой командовал капитан И. Хотунский. В октябре 1698 года по пути из Азова в Воронеж затонула в районе Черкасска. В мае следующего года поднята и приведена в Азов. По окончании службы была разобрана в Азове.                                                  | [ 9 ] [ 11 ] [ 12 ]           |
| Галера капитана Олешева       | 3   | Сведений о размерах галер не сохранилось, однако, в связи с упоминанием в документах различного числа банок и различного вооружения, галеры этого типа могли иметь разные размеры. | Сведений о размерах галер не сохранилось, однако, в связи с упоминанием в документах различного числа банок и различного вооружения, галеры этого типа могли иметь разные размеры. | 18   | н/д | Преображенская верфь                                   | О. Щека, Я. Иванов, И. Вилимсен, П. Клар, Я. Янсен | 1696 | после 1701 | Принимала участие во втором Азовском походе Петра I, во время похода галерой командовал капитан А. Олешев. В июле 1698 года отправлена из Азова в Воронеж, однако из-за обмеления Дона в районе Черкасска, вернулась обратно. По окончании службы была разобрана в Азове.                                                                | [ 9 ] [ 11 ] [ 12 ]           |
| Галера капитана Репнина       | 3   | Сведений о размерах галер не сохранилось, однако, в связи с упоминанием в документах различного числа банок и различного вооружения, галеры этого типа могли иметь разные размеры. | Сведений о размерах галер не сохранилось, однако, в связи с упоминанием в документах различного числа банок и различного вооружения, галеры этого типа могли иметь разные размеры. | 18   | н/д | Преображенская верфь                                   | О. Щека, Я. Иванов, И. Вилимсен, П. Клар, Я. Янсен | 1696 | после 1701 | Принимала участие во втором Азовском походе Петра I, во время похода галерой командовал капитан князь Н. И. Репнин. В июле 1698 года отправлена из Азова в Воронеж, однако из-за обмеления Дона в районе Черкасска, вернулась обратно. По окончании службы была разобрана в Азове.                                                       | [ 11 ] [ 12 ] [ 13 ]          |
| Галера капитана Роберта Брюса | 4   | Сведений о размерах галер не сохранилось, однако, в связи с упоминанием в документах различного числа банок и различного вооружения, галеры этого типа могли иметь разные размеры. | Сведений о размерах галер не сохранилось, однако, в связи с упоминанием в документах различного числа банок и различного вооружения, галеры этого типа могли иметь разные размеры. | 18   | н/д | Преображенская верфь                                   | О. Щека, Я. Иванов, И. Вилимсен, П. Клар, Я. Янсен | 1696 | после 1701 | Принимала участие во втором Азовском походе Петра I, во время похода галерой командовал капитан Р. В. Брюс. В июле 1698 года отправлена из Азова в Воронеж, однако из-за обмеления Дона в районе Черкасска, вернулась обратно. По окончании службы была разобрана в Азове.                                                               | [ 11 ] [ 12 ] [ 13 ]          |
| Галера капитана Шмидта        | 6   | Сведений о размерах галер не сохранилось, однако, в связи с упоминанием в документах различного числа банок и различного вооружения, галеры этого типа могли иметь разные размеры. | Сведений о размерах галер не сохранилось, однако, в связи с упоминанием в документах различного числа банок и различного вооружения, галеры этого типа могли иметь разные размеры. | 19   | н/д | Преображенская верфь                                   | О. Щека, Я. Иванов, И. Вилимсен, П. Клар, Я. Янсен | 1696 | 1698       | Принимала участие во втором Азовском походе Петра I, во время похода галерой командовал капитан И. Шмидт. В октябре 1698 года по пути из Азова в Воронеж затонула в районе Черкасска. | [ 11 ] [ 12 ] [ 13 ]          |

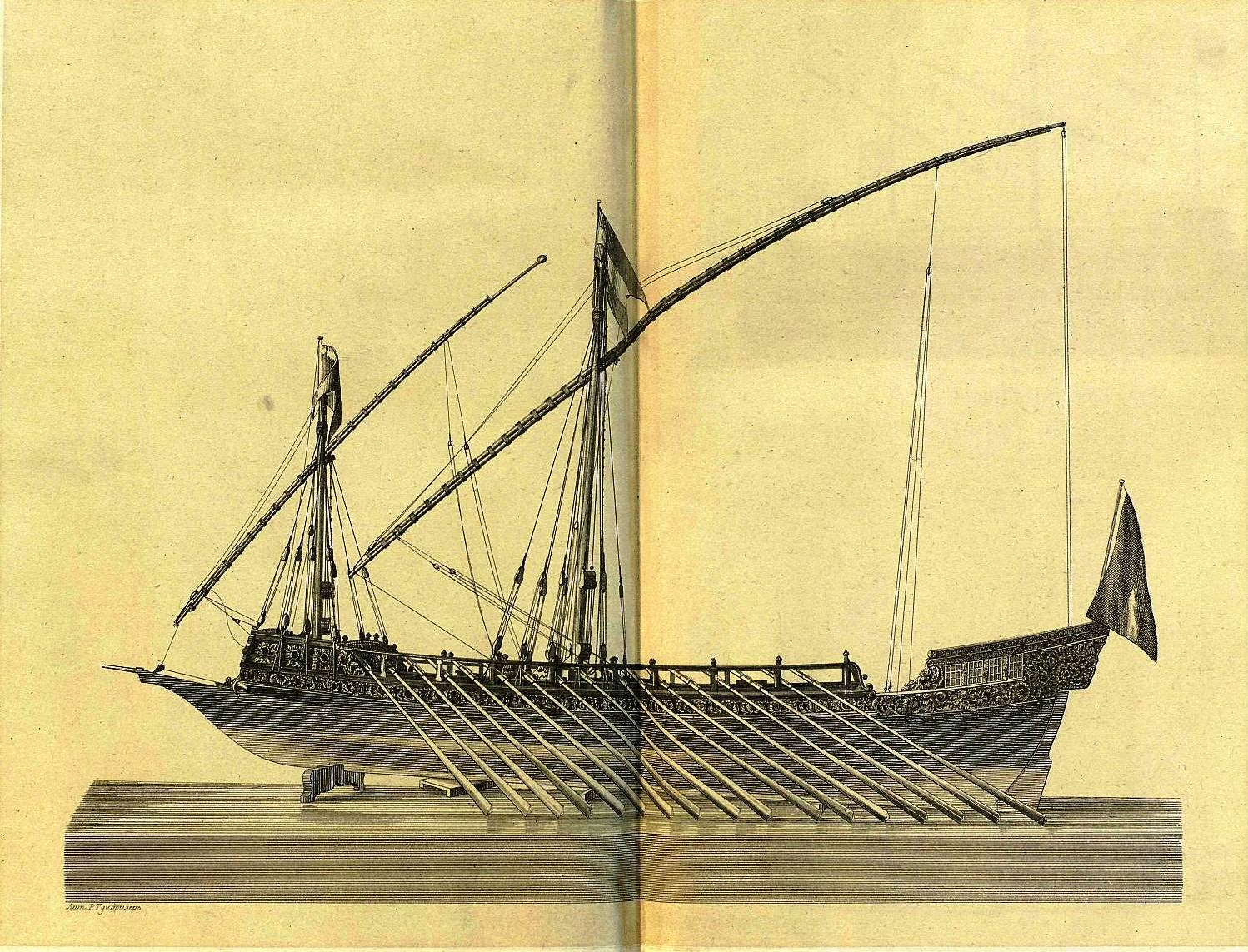
Модель галеры адмирала Лефорта
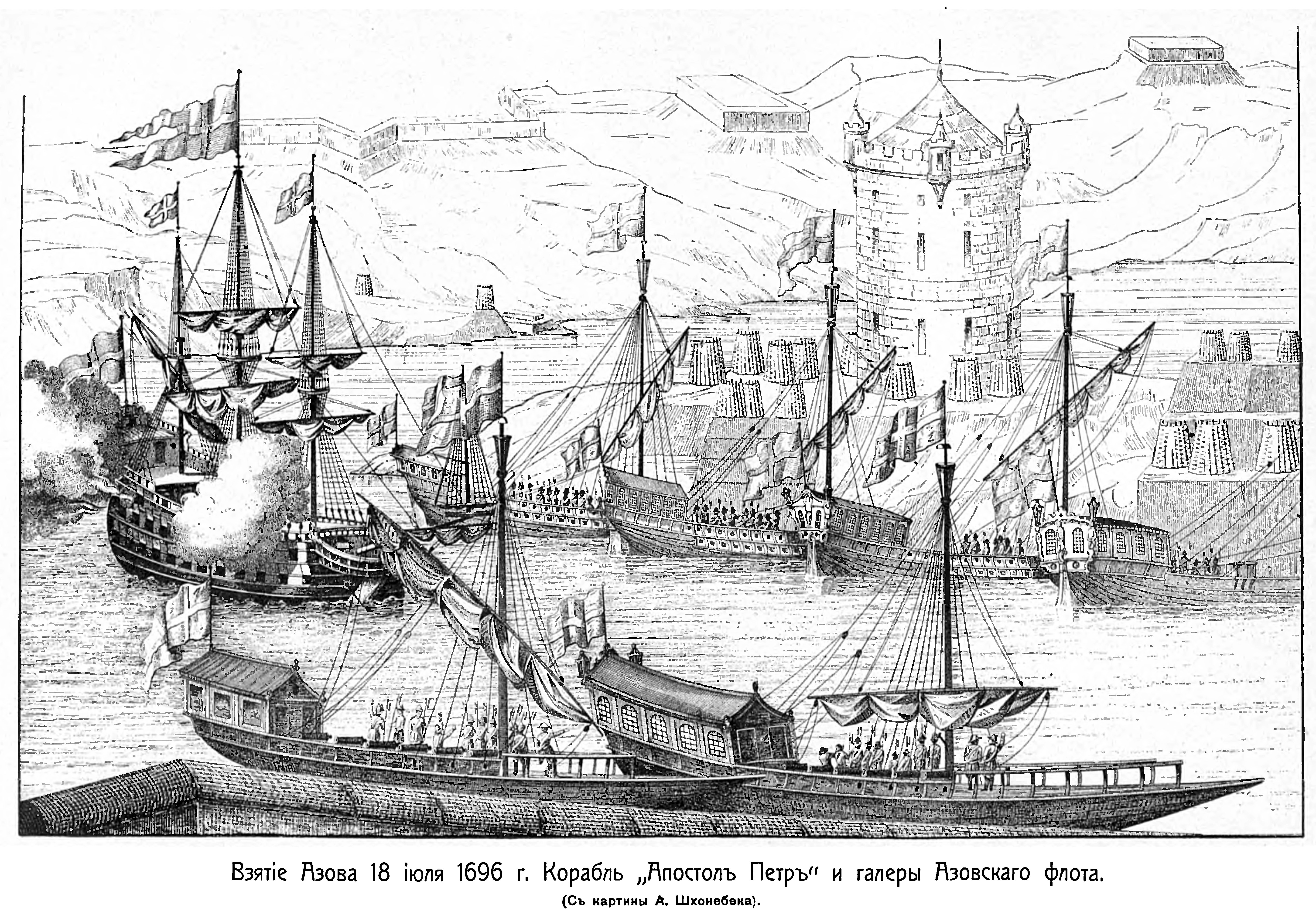
Корабль «Апостол Пётр» и галеры Азовского флота

### Галеры, построенные кумпанствами
| Наименование   | Ор.   | Размер     | Ос. | Бан. | Эк. | Верфь             | Мастер       | Кумпанство                                       | Вх.           | Вых.       | История службы | Прим.                       |
| -------------- | ----- | ---------- | --- | ---- | --- | ----------------- | ------------ | ------------------------------------------------ | ------------- | ---------- | --- | --------------------------- |
| Ветер          | 21/27 | 38,1 x 7,3 | н/д | 14   | н/д | Воронежская верфь | н/д          | Троице-Сергиева монастыря                        | 1699          | после 1716 | В 1711 году находилась в готовности к выходу в море. При передаче Азова Турции в августе того же года переведена в Черкасск. По окончании службы была разобрана.                                                                           | [ 11 ] [ 13 ] [ 14 ] [ 15 ] |
| Заячий бег     | 21/27 | 38,1 x 7,3 | н/д | 14   | н/д | Воронежская верфь | н/д          | Рязанского митрополита                           | 1699          | 1711       | Принимала участие в Керченском походе 1699 года. В 1710 году находилась в Азове и числилась как ветхая. При передаче Азова Турции как непригодная к ремонту была оставлена в городе.                                                       | [ 11 ] [ 12 ] [ 13 ] [ 16 ] |
| Золотой орёл   | 21/27 | 38,1 x 7,3 | н/д | 14   | н/д | Воронежская верфь | н/д          | Ростовского митрополита                          | 1699          | после 1716 | В 1711 году находилась в готовности к выходу в море. При передаче Азова Турции в августе того же года переведена в Черкасск. По окончании службы была разобрана.                                                                           | [ 11 ] [ 13 ] [ 14 ] [ 17 ] |
| Периная тягота | 21/27 | 38,1 x 7,3 | н/д | 14   | н/д | Воронежская верфь | н/д          | Святейшего патриарха                             | 1699          | 1711       | Принимала участие в Керченском походе 1699 года, во время похода галерой командовал капитан Л. А. Лиц. В 1710 году находилась в Азове и числилась как ветхая. При передаче Азова Турции как непригодная к ремонту была оставлена в городе. | [ 11 ] [ 12 ] [ 13 ] [ 18 ] |
| Без названия   | 21/27 | 53,1 x 6,4 | 2,1 | 14   | н/д | Воронежская верфь | Я. Моро      | Суздальского митрополита                         | до 1707       | после 1709 | Сведений о плаваниях галеры не сохранилось. По окончании службы была разобрана в Воронеже. | [ 13 ] [ 14 ] [ 19 ]        |
| Без названия   | 21/27 | 43 x 6,6   | 2   | 14   | н/д | Воронежская верфь | Я. Моро      | Тамбовского митрополита                          | не спускались | после 1709 | Заложены в 1697 году, на воду не спускались и были разобраны на стапелях. | [ 13 ] [ 14 ] [ 20 ]        |
| Без названия   | 21/27 | 42,1 x 6   | 2   | 14   | н/д | Воронежская верфь | К. Дюйц      | Новгородского митрополита                        | не спускались | после 1709 | Заложены в 1697 году, на воду не спускались и были разобраны на стапелях. | [ 13 ] [ 14 ] [ 20 ]        |
| Без названия   | 21/27 | 42,4 x 6,1 | 1,9 | 14   | н/д | Воронежская верфь | К. Дюйц      | Крутицкого митрополита                           | не спускались | после 1709 | Заложены в 1697 году, на воду не спускались и были разобраны на стапелях. | [ 13 ] [ 14 ] [ 20 ]        |
| Без названия   | 21/27 | 42,5 x 6   | 1,9 | 14   | н/д | Воронежская верфь | К. Дюйц      | Савицкого монастыря                              | не спускались | после 1709 | Заложены в 1697 году, на воду не спускались и были разобраны на стапелях. | [ 13 ] [ 14 ] [ 20 ]        |
| Без названия   | 21/27 | 42,1 x 6,2 | 2   | 14   | н/д | Воронежская верфь | И. Вилимсен  | Псковского митрополита                           | не спускались | после 1709 | Заложены в 1697 году, на воду не спускались и были разобраны на стапелях. | [ 14 ] [ 20 ] [ 21 ]        |
| Без названия   | 21/27 | 42,1 x 6,1 | 2,1 | 14   | н/д | Воронежская верфь | И. Вилимсен  | Белгородского митрополита                        | не спускались | после 1709 | Заложены в 1697 году, на воду не спускались и были разобраны на стапелях. | [ 14 ] [ 20 ] [ 22 ]        |
| Без названия   | 21/27 | 42,1 x 5,8 | 1,9 | 14   | н/д | Воронежская верфь | И. Вилимсен  | Тверского архиепископа                           | не спускались | после 1709 | Заложены в 1697 году, на воду не спускались и были разобраны на стапелях. | [ 14 ] [ 20 ] [ 22 ]        |
| Без названия   | 21/27 | 44,4 x 6,4 | 2,2 | 14   | н/д | Воронежская верфь | Клас         | Святейшего патриарха с Рязанским митрополитом    | до 1704       | после 1709 | Сведений о плаваниях галер не сохранилось. По окончании службы были разобрана в Воронеже. | [ 14 ] [ 20 ] [ 22 ]        |
| Без названия   | 21/27 | 43,9 x 6,4 | 1,9 | 14   | н/д | Воронежская верфь | Я. Я. Янеман | Новгородского митрополита с Савинским монастырём | до 1704       | после 1709 | Сведений о плаваниях галер не сохранилось. По окончании службы были разобрана в Воронеже. | [ 14 ] [ 20 ] [ 22 ]        |
| Без названия   | 21/27 | 42,9 x 6,5 | 1,9 | 14   | н/д | Воронежская верфь | Боруций      | Троицкого и Новодевичьего монастырей             | не спускались | после 1709 | Заложены в 1698 году, на воду не спускались и были разобраны на стапелях. | [ 14 ] [ 20 ] [ 22 ]        |
| Без названия   | 21/27 | 45,8 x 6,2 | 1,8 | 14   | н/д | Воронежская верфь | Пиколо       | Белгородского митрополита с Тамбовским епископом | не спускались | после 1709 | Заложены в 1698 году, на воду не спускались и были разобраны на стапелях. | [ 23 ] [ 20 ] [ 22 ]        |
| Без названия   | 21/27 | 44,1 x 5,8 | 2   | 14   | н/д | Воронежская верфь | Пиколо       | Суздальского митрополита с Тверским епископом    | не спускались | после 1709 | Заложены в 1698 году, на воду не спускались и были разобраны на стапелях. | [ 23 ] [ 20 ] [ 22 ]        |
| Без названия   | 21/27 | 41,4 x 6,1 | 2   | 14   | н/д | Воронежская верфь | К. Дюйц      | митрополитов Крутицкого с Ростовским             | не спускались | после 1709 | Заложены в 1698 году, на воду не спускались и были разобраны на стапелях. | [ 23 ] [ 20 ] [ 22 ]        |

## Галеры Балтийского флота

### Галеры, полугалеры и скампавеи Северной войны
С начала войны для русского флота строились галеры по «турецкому маниру», которые отлично подходили для боевых действий в шхерах, однако из-за слабого корпуса и малой высоты борта обладали недостаточной мореходностью. В связи с недостатками этих галер с 1720-х годов также начинается строительство галер по «французскому» и «венецианскому маниру», которые имели усиленные корпуса и одинаково подходили как для действий в шхерах, так и в открытом море. К концу Северной войны во флоте были определены основные подклассы галер: 16-, 20-, 22- и 25- баночные, а также конные галеры, которые строились вплоть до конца XVIII века. 

#### Галеры
| Наименование           | Ор.     | Размер     | Ос.  | Бан. | Эк. | Верфь           | Мастер                  | Вх.  | Вых.    | История службы | Прим.                                            |
| ---------------------- | ------- | ---------- | ---- | ---- | --- | --------------- | ----------------------- | ---- | ------- | --- | ------------------------------------------------ |
| Святой Пётр            | 1[7—18] | 39,1 x 5   | 1,1  | 16   | 500 | Олонецкая верфь | Ю. А. Русинов           | 1704 | до 1710 | Принимала участие в Северной войне. По окончании службы была разобрана.                                                                                       | [ 25 ] [ 26 ] [ 27 ] [ 28 ] [ 29 ] [ 30 ] [ 31 ] |
| Золотой орёл           | 1[7—18] | 39,8 x 4,6 | 1,1  | 16   | 500 | Олонецкая верфь | М. Леонтьев             | 1704 | до 1710 | Принимала участие в Северной войне. По окончании службы была разобрана.                                                                                       | [ 22 ] [ 26 ] [ 27 ] [ 28 ] [ 32 ] [ 33 ] [ 34 ] |
| Святой Фёдор Стратилат | 1[7—18] | 39,8 x 5   | 0,99 | 16   | 500 | Олонецкая верфь | С. Мелес, Ю. А. Русинов | 1704 | 1711    | Принимала участие в Северной войне. В кампанию 1705 года находилась под Кроншлотом. По окончании службы была разобрана в Выборге.                             | [ 18 ] [ 22 ] [ 26 ] [ 27 ] [ 31 ] [ 35 ]        |
| Александр Македонский  | 1[7—18] | 35,6 x 5   | 1,1  | 16   | 500 | Олонецкая верфь | М. Леонтьев, Лютерсен   | 1704 | 1711    | Принимала участие в Северной войне. В кампанию 1705 года принимала участие в обороне Кроншлота. По окончании службы была разобрана в Выборге.                 | [ 25 ] [ 26 ] [ 27 ] [ 31 ] [ 34 ] [ 36 ]        |
| Надежда                | 1[7—17] | 35,6 x 6,6 | 1,1  | 16   | 500 | Олонецкая верфь | М. Леонтьев             | 1705 | 1711    | Принимала участие в Северной войне. В кампанию 1705 года принимала участие в обороне Шлиссельбурга и Кроншлота. По окончании службы была разобрана в Выборге. | [ 25 ] [ 26 ] [ 27 ] [ 31 ] [ 37 ] [ 38 ]        |
| Любовь                 | 1[7—17] | 35,6 x 5   | 1,1  | 16   | 500 | Олонецкая верфь | Ю. А. Русинов           | 1705 | 1711    | Принимала участие в Северной войне. В кампанию 1705 года принимала участие в обороне Шлиссельбурга и Кроншлота. По окончании службы была разобрана в Выборге. | [ 25 ] [ 26 ] [ 27 ] [ 31 ] [ 37 ] [ 38 ]        |
| Вера                   | 1[7—17] | 39,1 x 5   | 1,1  | 16   | 500 | Олонецкая верфь | Ю. А. Русинов           | 1705 | н/д     | Принимала участие в Северной войне. В кампанию 1705 года принимала участие в обороне Шлиссельбурга и Кроншлота.                                               | [ 25 ] [ 26 ] [ 27 ] [ 31 ] [ 37 ] [ 38 ]        |
| Наталья                | 3[12]   | 53,7 x 7,6 | 2,6  | 21   | н/д | Олонецкая верфь | Н. Муц                  | н/д  | н/д     | Принимала участие в Северной войне. В кампанию 1714 года во время Гангутской операции на галере держал флаг генерал-адмирал Ф. М. Апраксин.                   | [ 26 ] [ 27 ] [ 39 ]                             |
| Анстиза                | н/д     | н/д        | н/д  | н/д  | н/д | Галерный двор   | н/д                     | 1717 | н/д     | Принимала участие в Северной войне. | [ 40 ] [ 41 ] [ 42 ]                             |
| Дельфин                | н/д     | н/д        | н/д  | н/д  | н/д | Галерный двор   | н/д                     | 1717 | н/д     | Принимала участие в Северной войне. | [ 40 ] [ 41 ] [ 42 ]                             |
| Коломарь               | н/д     | н/д        | н/д  | н/д  | н/д | Галерный двор   | н/д                     | 1717 | н/д     | Принимала участие в Северной войне. | [ 40 ] [ 41 ] [ 42 ]                             |
| Колумба                | н/д     | н/д        | н/д  | н/д  | н/д | Галерный двор   | н/д                     | 1717 | н/д     | Принимала участие в Северной войне. | [ 40 ] [ 41 ] [ 42 ]                             |
| Лауст                  | н/д     | н/д        | н/д  | н/д  | н/д | Галерный двор   | н/д                     | 1717 | н/д     | Принимала участие в Северной войне. | [ 40 ] [ 41 ] [ 42 ]                             |
| Раза                   | н/д     | н/д        | н/д  | н/д  | н/д | Галерный двор   | н/д                     | 1717 | н/д     | Принимала участие в Северной войне. | [ 40 ] [ 41 ] [ 42 ]                             |
| Своило                 | н/д     | н/д        | н/д  | н/д  | н/д | Галерный двор   | н/д                     | 1717 | н/д     | Принимала участие в Северной войне. | [ 40 ] [ 41 ] [ 42 ]                             |
| Сепа                   | н/д     | н/д        | н/д  | н/д  | н/д | Галерный двор   | н/д                     | 1717 | н/д     | Принимала участие в Северной войне. | [ 40 ] [ 41 ] [ 42 ]                             |
| Скобра                 | н/д     | н/д        | н/д  | н/д  | н/д | Галерный двор   | н/д                     | 1717 | н/д     | Принимала участие в Северной войне. | [ 40 ] [ 41 ] [ 42 ]                             |
| Фолпо                  | н/д     | н/д        | н/д  | н/д  | н/д | Галерный двор   | н/д                     | 1717 | н/д     | Принимала участие в Северной войне. | [ 40 ] [ 41 ] [ 42 ]                             |
| Шубра                  | н/д     | н/д        | н/д  | н/д  | н/д | Галерный двор   | н/д                     | 1717 | н/д     | Принимала участие в Северной войне. | [ 40 ] [ 41 ] [ 42 ]                             |
| 9 галер                | н/д     | н/д        | н/д  | н/д  | н/д | Галерный двор   | н/д                     | 1717 | н/д     | Принимала участие в Северной войне. | [ 40 ] [ 41 ] [ 42 ]                             |
| Багуля                 | н/д     | н/д        | н/д  | н/д  | н/д | Галерный двор   | н/д                     | 1719 | н/д     | Принимала участие в Северной войне. | [ 41 ] [ 24 ] [ 43 ]                             |
| Голубь                 | н/д     | н/д        | н/д  | н/д  | н/д | Галерный двор   | н/д                     | 1719 | н/д     | Принимала участие в Северной войне. | [ 41 ] [ 24 ] [ 43 ]                             |
| Зуй                    | н/д     | н/д        | н/д  | н/д  | н/д | Галерный двор   | н/д                     | 1719 | н/д     | Принимала участие в Северной войне. | [ 41 ] [ 24 ] [ 43 ]                             |
| Канарейка              | н/д     | н/д        | н/д  | н/д  | н/д | Галерный двор   | н/д                     | 1719 | н/д     | Принимала участие в Северной войне. | [ 41 ] [ 24 ] [ 43 ]                             |
| Лангвила               | н/д     | н/д        | н/д  | н/д  | н/д | Галерный двор   | н/д                     | 1719 | н/д     | Принимала участие в Северной войне. | [ 41 ] [ 24 ] [ 43 ]                             |
| Орёл                   | н/д     | н/д        | н/д  | н/д  | н/д | Галерный двор   | н/д                     | 1719 | н/д     | Принимала участие в Северной войне. | [ 41 ] [ 24 ] [ 43 ]                             |
| Треска                 | н/д     | н/д        | н/д  | н/д  | н/д | Галерный двор   | н/д                     | 1719 | н/д     | Принимала участие в Северной войне. | [ 41 ] [ 24 ] [ 43 ]                             |
| Феникс                 | н/д     | н/д        | н/д  | н/д  | н/д | Галерный двор   | н/д                     | 1719 | н/д     | Принимала участие в Северной войне. | [ 40 ] [ 41 ] [ 24 ]                             |
| Виктория               | н/д     | н/д        | н/д  | н/д  | н/д | Галерный двор   | н/д                     | 1720 | н/д     | Сведений о плаваниях галеры не сохранилось. | [ 40 ] [ 41 ] [ 24 ]                             |
| Гарбора                | н/д     | н/д        | н/д  | н/д  | н/д | Галерный двор   | н/д                     | 1720 | н/д     | Сведений о плаваниях галеры не сохранилось. | [ 40 ] [ 41 ] [ 24 ]                             |
| Констанция             | н/д     | н/д        | н/д  | н/д  | н/д | Галерный двор   | н/д                     | 1720 | н/д     | Сведений о плаваниях галеры не сохранилось. | [ 40 ] [ 41 ] [ 24 ]                             |
| Постоянство            | н/д     | н/д        | н/д  | н/д  | н/д | Галерный двор   | н/д                     | 1720 | н/д     | Сведений о плаваниях галеры не сохранилось. | [ 40 ] [ 41 ] [ 24 ]                             |
| Сёмга                  | н/д     | н/д        | н/д  | н/д  | н/д | Галерный двор   | н/д                     | 1720 | н/д     | Сведений о плаваниях галеры не сохранилось. | [ 40 ] [ 41 ] [ 24 ]                             |
| Щёголь                 | н/д     | н/д        | н/д  | н/д  | н/д | Галерный двор   | н/д                     | 1720 | н/д     | Сведений о плаваниях галеры не сохранилось. | [ 40 ] [ 41 ] [ 24 ]                             |
| 14 галер               | н/д     | н/д        | н/д  | н/д  | н/д | Галерный двор   | н/д                     | 1720 | н/д     | Сведений о плаваниях галеры не сохранилось. | [ 40 ] [ 41 ] [ 24 ]                             |

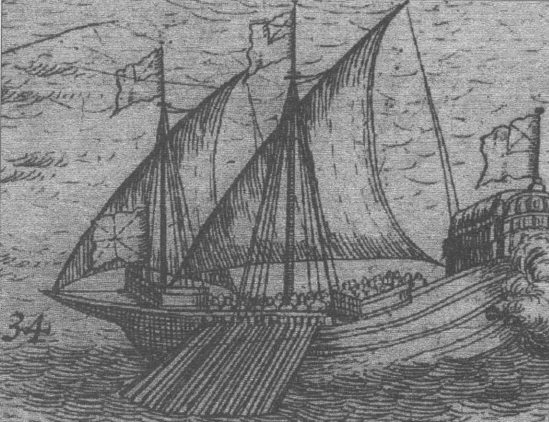
Галера «Наталья» на гравюре П. Пикарта

#### Полугалеры
| Наименование            | Ор. | Размер | Ос. | Бан. | Эк. | Верфь            | Мастер        | Вх.  | Вых. | История службы                      | Прим.                |
| ----------------------- | --- | ------ | --- | ---- | --- | ---------------- | ------------- | ---- | ---- | ----------------------------------- | -------------------- |
| Святая Анна             | 3   | н/д    | н/д | 20   | 250 | Выборгская верфь | Ю. А. Русинов | 1711 | н/д  | Принимала участие в Северной войне. | [ 27 ] [ 44 ] [ 40 ] |
| Святой Александр        | 3   | н/д    | н/д | 20   | 250 | Выборгская верфь | Ю. А. Русинов | 1711 | н/д  | Принимала участие в Северной войне. | [ 27 ] [ 40 ] [ 45 ] |
| Святой Фёдор Стратилат  | 3   | н/д    | н/д | 20   | 250 | Выборгская верфь | Ю. А. Русинов | 1711 | н/д  | Принимала участие в Северной войне. | [ 27 ] [ 44 ] [ 40 ] |
| Одна большая полугалера | н/д | н/д    | н/д | н/д  | н/д | Галерный двор    | Ю. А. Русинов | 1714 | н/д  | Принимала участие в Северной войне. | [ 46 ] [ 47 ] [ 40 ] |
| Камбала                 | н/д | н/д    | н/д | н/д  | н/д | Галерный двор    | Ю. А. Русинов | 1715 | н/д  | Принимала участие в Северной войне. | [ 47 ] [ 40 ] [ 41 ] |
| Кит                     | н/д | н/д    | н/д | н/д  | н/д | Галерный двор    | Ю. А. Русинов | 1715 | н/д  | Принимала участие в Северной войне. | [ 47 ] [ 40 ] [ 41 ] |
| Окунь                   | н/д | н/д    | н/д | н/д  | н/д | Галерный двор    | Ю. А. Русинов | 1715 | н/д  | Принимала участие в Северной войне. | [ 47 ] [ 40 ] [ 41 ] |
| Щука                    | н/д | н/д    | н/д | н/д  | н/д | Галерный двор    | Ю. А. Русинов | 1715 | н/д  | Принимала участие в Северной войне. | [ 47 ] [ 40 ] [ 41 ] |
| 3 больших полугалеры    | н/д | н/д    | н/д | н/д  | н/д | Галерный двор    | Ю. А. Русинов | 1715 | н/д  | Принимали участие в Северной войне. | [ 47 ] [ 40 ] [ 41 ] |
| 26 малых полугалер      | н/д | н/д    | н/д | н/д  | н/д | Галерный двор    | н/д           | 1715 | н/д  | Принимали участие в Северной войне. | [ 47 ] [ 40 ] [ 41 ] |
| Ангужигули              | н/д | н/д    | н/д | н/д  | н/д | Галерный двор    | н/д           | 1716 | н/д  | Принимала участие в Северной войне. | [ 47 ] [ 40 ] [ 41 ] |
| Бавуло                  | н/д | н/д    | н/д | н/д  | н/д | Галерный двор    | н/д           | 1716 | н/д  | Принимала участие в Северной войне. | [ 47 ] [ 40 ] [ 41 ] |
| Бачан                   | н/д | н/д    | н/д | н/д  | н/д | Галерный двор    | н/д           | 1716 | н/д  | Принимала участие в Северной войне. | [ 47 ] [ 40 ] [ 41 ] |
| Вырезуб                 | н/д | н/д    | н/д | н/д  | н/д | Галерный двор    | н/д           | 1716 | н/д  | Принимала участие в Северной войне. | [ 47 ] [ 40 ] [ 41 ] |
| Дунжело                 | н/д | н/д    | н/д | н/д  | н/д | Галерный двор    | н/д           | 1716 | н/д  | Принимала участие в Северной войне. | [ 47 ] [ 40 ] [ 41 ] |
| Кабан                   | н/д | н/д    | н/д | н/д  | н/д | Галерный двор    | н/д           | 1716 | н/д  | Принимала участие в Северной войне. | [ 47 ] [ 40 ] [ 41 ] |
| Капороцул               | н/д | н/д    | н/д | н/д  | н/д | Галерный двор    | н/д           | 1716 | н/д  | Принимала участие в Северной войне. | [ 47 ] [ 40 ] [ 41 ] |
| Колпица                 | н/д | н/д    | н/д | н/д  | н/д | Галерный двор    | н/д           | 1716 | н/д  | Принимала участие в Северной войне. | [ 47 ] [ 40 ] [ 41 ] |
| Лобра                   | н/д | н/д    | н/д | н/д  | н/д | Галерный двор    | н/д           | 1716 | н/д  | Принимала участие в Северной войне. | [ 47 ] [ 40 ] [ 41 ] |
| Лосось                  | н/д | н/д    | н/д | н/д  | н/д | Галерный двор    | н/д           | 1716 | н/д  | Принимала участие в Северной войне. | [ 47 ] [ 40 ] [ 41 ] |
| Лох                     | н/д | н/д    | н/д | н/д  | н/д | Галерный двор    | н/д           | 1716 | н/д  | Принимала участие в Северной войне. | [ 47 ] [ 40 ] [ 41 ] |
| Минуло                  | н/д | н/д    | н/д | н/д  | н/д | Галерный двор    | н/д           | 1716 | н/д  | Принимала участие в Северной войне. | [ 47 ] [ 40 ] [ 41 ] |
| Морж                    | н/д | н/д    | н/д | н/д  | н/д | Галерный двор    | н/д           | 1716 | н/д  | Принимала участие в Северной войне. | [ 47 ] [ 40 ] [ 41 ] |
| Нева                    | н/д | н/д    | н/д | н/д  | н/д | Галерный двор    | н/д           | 1716 | н/д  | Принимала участие в Северной войне. | [ 47 ] [ 40 ] [ 41 ] |
| Осётр                   | н/д | н/д    | н/д | н/д  | н/д | Галерный двор    | н/д           | 1716 | н/д  | Принимала участие в Северной войне. | [ 47 ] [ 40 ] [ 41 ] |
| Пискарь                 | н/д | н/д    | н/д | н/д  | н/д | Галерный двор    | н/д           | 1716 | н/д  | Принимала участие в Северной войне. | [ 47 ] [ 40 ] [ 41 ] |
| Райна                   | н/д | н/д    | н/д | н/д  | н/д | Галерный двор    | н/д           | 1716 | н/д  | Принимала участие в Северной войне. | [ 47 ] [ 40 ] [ 41 ] |
| Севрюга                 | н/д | н/д    | н/д | н/д  | н/д | Галерный двор    | н/д           | 1716 | н/д  | Принимала участие в Северной войне. | [ 47 ] [ 40 ] [ 41 ] |
| Соловей                 | н/д | н/д    | н/д | н/д  | н/д | Галерный двор    | н/д           | 1716 | н/д  | Принимала участие в Северной войне. | [ 47 ] [ 40 ] [ 41 ] |
| Стерлядь                | н/д | н/д    | н/д | н/д  | н/д | Галерный двор    | н/д           | 1716 | н/д  | Принимала участие в Северной войне. | [ 47 ] [ 40 ] [ 41 ] |
| Хорнус                  | н/д | н/д    | н/д | н/д  | н/д | Галерный двор    | н/д           | 1716 | н/д  | Принимала участие в Северной войне. | [ 47 ] [ 40 ] [ 41 ] |
| Шерешпёр                | н/д | н/д    | н/д | н/д  | н/д | Галерный двор    | н/д           | 1716 | н/д  | Принимала участие в Северной войне. | [ 47 ] [ 40 ] [ 41 ] |
| Эхт                     | н/д | н/д    | н/д | н/д  | н/д | Галерный двор    | н/д           | 1716 | н/д  | Принимала участие в Северной войне. | [ 47 ] [ 40 ] [ 41 ] |

#### Скампавеи
| Наименование | Ор. | Размер        | Ос. | Бан.  | Эк. | Верфь              | Мастер        | Вх.  | Вых. | История службы | Прим.                |
| ------------ | --- | ------------- | --- | ----- | --- | ------------------ | ------------- | ---- | ---- | --- | -------------------- |
| 13 скампавей | н/д | 17,4—22 x 3,1 | 0,8 | 10—12 | н/д | Олонецкая верфь    | Я. Кол        | 1704 | н/д  | Принимали участие в Северной войне. | [ 26 ] [ 45 ] [ 48 ] |
| 10 скампавей | н/д | н/д           | н/д | н/д   | н/д | Кронверкская верфь | М. Леонтьев   | 1707 | н/д  | Принимали участие в Северной войне. | [ 45 ]               |
| Львица       | н/д | н/д           | н/д | н/д   | н/д | н/д                | н/д           | н/д  | н/д  | Принимала участие в Северной войне. 20 (31) августа 1712 года под командованием капитана А. Ф. Миющика находилась в составе эскадры шаубенахта графа И. Ф. Боциса и в Финляндских шхерах захватила шведскую шняву «Рак». | [ 49 ] [ 50 ]        |
| 13 скампавей | 7   | н/д           | н/д | н/д   | н/д | Выборгская верфь   | Ю. А. Русинов | 1711 | н/д  | Принимали участие в Северной войне. | [ 40 ] [ 45 ] [ 51 ] |
| Анштура      | н/д | н/д           | н/д | н/д   | н/д | Галерный двор      | Ю. А. Русинов | 1713 | н/д  | Принимали участие в Северной войне. | [ 40 ] [ 47 ] [ 46 ] |
| Бардун       | н/д | н/д           | н/д | н/д   | н/д | Галерный двор      | Ю. А. Русинов | 1713 | н/д  | Принимали участие в Северной войне. | [ 40 ] [ 47 ] [ 46 ] |
| Бронго       | н/д | н/д           | н/д | н/д   | н/д | Галерный двор      | Ю. А. Русинов | 1713 | н/д  | Принимали участие в Северной войне. | [ 40 ] [ 47 ] [ 46 ] |
| Гавун        | н/д | н/д           | н/д | н/д   | н/д | Галерный двор      | Ю. А. Русинов | 1713 | н/д  | Принимали участие в Северной войне. | [ 40 ] [ 47 ] [ 46 ] |
| Горища       | н/д | н/д           | н/д | н/д   | н/д | Галерный двор      | Ю. А. Русинов | 1713 | н/д  | Принимали участие в Северной войне. | [ 40 ] [ 47 ] [ 46 ] |
| Гота         | н/д | н/д           | н/д | н/д   | н/д | Галерный двор      | Ю. А. Русинов | 1713 | н/д  | Принимали участие в Северной войне. | [ 40 ] [ 47 ] [ 46 ] |
| Жерех        | н/д | н/д           | н/д | н/д   | н/д | Галерный двор      | Ю. А. Русинов | 1713 | н/д  | Принимали участие в Северной войне. | [ 40 ] [ 47 ] [ 46 ] |
| Карп         | н/д | н/д           | н/д | н/д   | н/д | Галерный двор      | Ю. А. Русинов | 1713 | н/д  | Принимали участие в Северной войне. | [ 40 ] [ 47 ] [ 46 ] |
| Краббы       | н/д | н/д           | н/д | н/д   | н/д | Галерный двор      | Ю. А. Русинов | 1713 | н/д  | Принимали участие в Северной войне. | [ 40 ] [ 47 ] [ 46 ] |
| Ломи         | н/д | н/д           | н/д | н/д   | н/д | Галерный двор      | Ю. А. Русинов | 1713 | н/д  | Принимали участие в Северной войне. | [ 40 ] [ 47 ] [ 46 ] |
| Моклец       | н/д | н/д           | н/д | н/д   | н/д | Галерный двор      | Ю. А. Русинов | 1713 | н/д  | Принимали участие в Северной войне. | [ 40 ] [ 47 ] [ 46 ] |
| Рица         | н/д | н/д           | н/д | н/д   | н/д | Галерный двор      | Ю. А. Русинов | 1713 | н/д  | Принимали участие в Северной войне. | [ 40 ] [ 47 ] [ 46 ] |
| Румба        | н/д | н/д           | н/д | н/д   | н/д | Галерный двор      | Ю. А. Русинов | 1713 | н/д  | Принимали участие в Северной войне. | [ 40 ] [ 47 ] [ 46 ] |
| Парта        | н/д | н/д           | н/д | н/д   | н/д | Галерный двор      | Ю. А. Русинов | 1713 | н/д  | Принимали участие в Северной войне. | [ 40 ] [ 47 ] [ 46 ] |
| Поуст        | н/д | н/д           | н/д | н/д   | н/д | Галерный двор      | Ю. А. Русинов | 1713 | н/д  | Принимали участие в Северной войне. | [ 40 ] [ 47 ] [ 46 ] |
| 45 скампавей | н/д | н/д           | н/д | н/д   | н/д | Галерный двор      | Ю. А. Русинов | 1713 | н/д  | Принимали участие в Северной войне. | [ 40 ] [ 47 ] [ 46 ] |
| 30 скампавей | н/д | н/д           | н/д | н/д   | н/д | Галерный двор      | Ю. А. Русинов | 1714 | н/д  | Принимали участие в Северной войне. | [ 40 ] [ 47 ] [ 46 ] |
| 30 скампавей | н/д | н/д           | н/д | н/д   | н/д | Галерный двор      | Н. Мунц       | 1714 | н/д  | Принимали участие в Северной войне. | [ 40 ] [ 47 ] [ 46 ] |

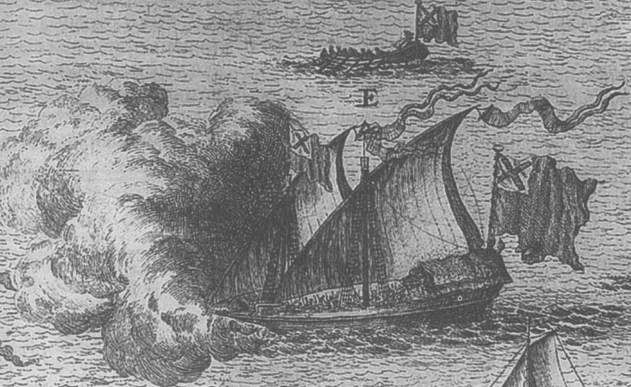
Скампавея с гравюры Г. де Вита, 1714 год
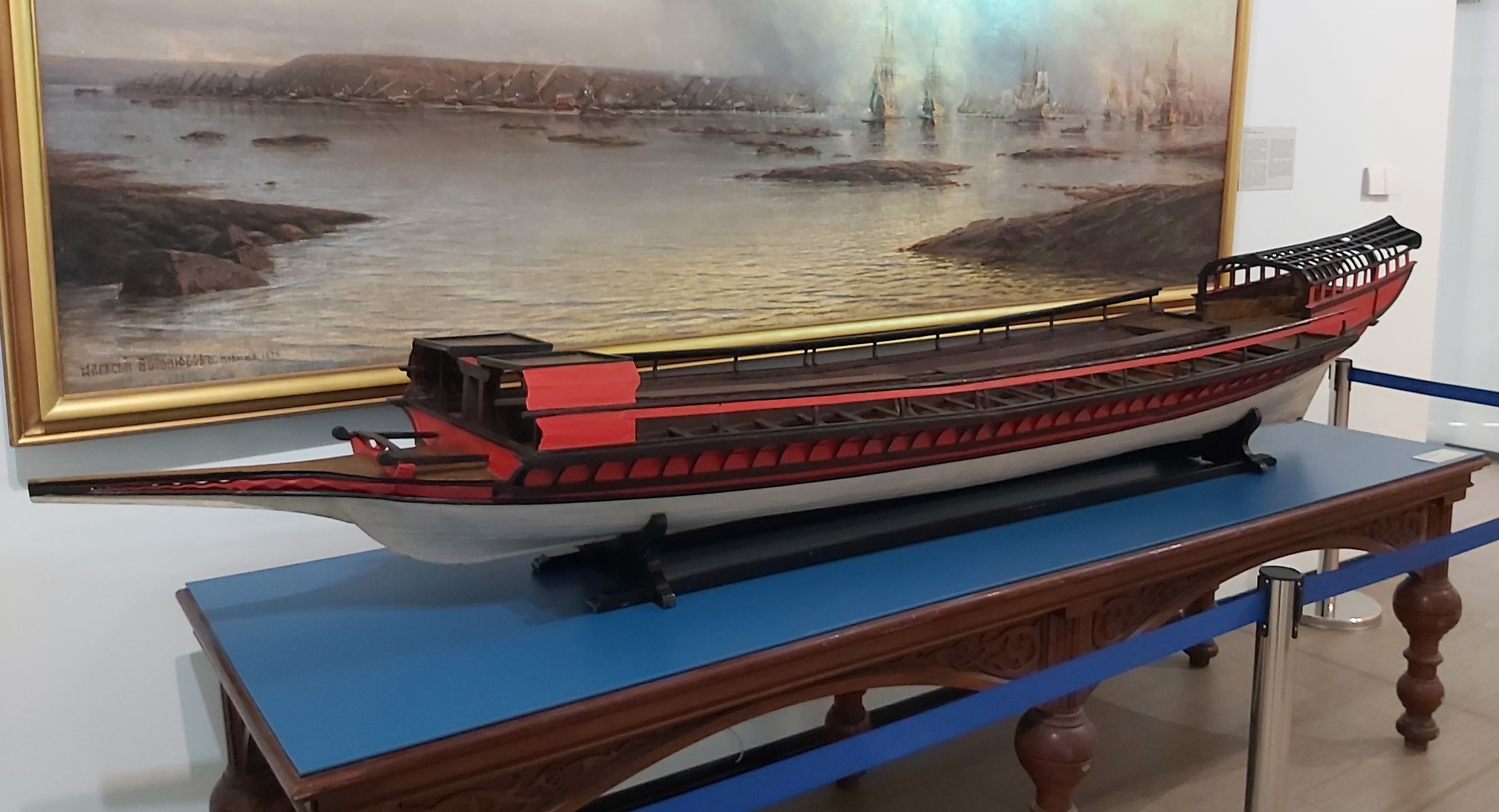
Модель корпуса 18-баночной скампавеи из коллекции ЦВММ

#### Конные галеры
| Наименование | Ор. | Размер | Ос. | Бан. | Эк. | Верфь          | Мастер | Вх.  | Вых. | История службы                      | Прим.                |
| ------------ | --- | ------ | --- | ---- | --- | -------------- | ------ | ---- | ---- | ----------------------------------- | -------------------- |
| Ворона       | н/д | н/д    | н/д | н/д  | н/д | Абовская верфь | н/д    | 1720 | н/д  | Принимала участие в Северной войне. | [ 43 ] [ 52 ] [ 41 ] |
| Копчик       | н/д | н/д    | н/д | н/д  | н/д | Абовская верфь | н/д    | 1720 | н/д  | Принимала участие в Северной войне. | [ 43 ] [ 52 ] [ 41 ] |
| Ларузет      | н/д | н/д    | н/д | н/д  | н/д | Абовская верфь | н/д    | 1720 | н/д  | Принимала участие в Северной войне. | [ 43 ] [ 52 ] [ 41 ] |
| Мушула       | н/д | н/д    | н/д | н/д  | н/д | Абовская верфь | н/д    | 1720 | н/д  | Принимала участие в Северной войне. | [ 43 ] [ 52 ] [ 41 ] |
| Пасарим      | н/д | н/д    | н/д | н/д  | н/д | Абовская верфь | н/д    | 1720 | н/д  | Принимала участие в Северной войне. | [ 43 ] [ 52 ] [ 41 ] |
| Пица         | н/д | н/д    | н/д | н/д  | н/д | Абовская верфь | н/д    | 1720 | н/д  | Принимала участие в Северной войне. | [ 43 ] [ 52 ] [ 41 ] |
| Пустельга    | н/д | н/д    | н/д | н/д  | н/д | Абовская верфь | н/д    | 1720 | н/д  | Принимала участие в Северной войне. | [ 43 ] [ 52 ] [ 41 ] |
| Реполов      | н/д | н/д    | н/д | н/д  | н/д | Абовская верфь | н/д    | 1720 | н/д  | Принимала участие в Северной войне. | [ 43 ] [ 52 ] [ 41 ] |
| Сойка        | н/д | н/д    | н/д | н/д  | н/д | Абовская верфь | н/д    | 1720 | н/д  | Принимала участие в Северной войне. | [ 43 ] [ 52 ] [ 41 ] |
| Судак        | н/д | н/д    | н/д | н/д  | н/д | Абовская верфь | н/д    | 1720 | н/д  | Принимала участие в Северной войне. | [ 43 ] [ 52 ] [ 41 ] |
| Утка         | н/д | н/д    | н/д | н/д  | н/д | Абовская верфь | н/д    | 1720 | н/д  | Принимала участие в Северной войне. | [ 43 ] [ 52 ] [ 41 ] |

### 16-баночные галеры
Подкласс малых галер, строившихся с 1720 по 1750-е годы в больших количествах. Галеры были оснащены двумя мачтами, 16-банками и имели по 4 гребца на каждое весло. Артиллерийское вооружение в большинстве случаев состояло из одной 12-фунтовой и двух 8-фунтовых пушек, а также из 8—10 фальконетов.
| Наименование   | Ор. | Размер     | Ос. | Эк. | Верфь          | Мастер                         | Вх.  | Вых. | История службы | Прим.                       |
| -------------- | --- | ---------- | --- | --- | -------------- | ------------------------------ | ---- | ---- | --- | --------------------------- |
| Жар            | 2   | н/д        | н/д | н/д | н/д            | н/д                            | 1721 | н/д  | Сведений о плаваниях не сохранилось. | [ 24 ] [ 53 ] [ 54 ]        |
| Зяблица        | 2   | н/д        | н/д | н/д | н/д            | н/д                            | 1721 | н/д  | Сведений о плаваниях не сохранилось. | [ 24 ] [ 53 ] [ 54 ]        |
| Люрик          | н/д | н/д        | н/д | н/д | Галерная верфь | н/д                            | 1726 | н/д  | Сведений о плаваниях не сохранилось. | [ 24 ] [ 53 ] [ 55 ]        |
| Попугай        | н/д | н/д        | н/д | н/д | Галерная верфь | н/д                            | 1726 | н/д  | Сведений о плаваниях не сохранилось. | [ 24 ] [ 53 ] [ 55 ]        |
| Ястреб         | н/д | н/д        | н/д | н/д | Галерная верфь | н/д                            | 1726 | н/д  | Сведений о плаваниях не сохранилось. | [ 24 ] [ 53 ] [ 55 ]        |
| Пица           | 11  | н/д        | н/д | н/д | Галерная верфь | н/д                            | 1726 | 1746 | Сведений о плаваниях не сохранилось. Разобрана в галерном порту в 1746 году. | [ 24 ] [ 56 ] [ 57 ]        |
| Багул          | 11  | н/д        | н/д | н/д | Галерная верфь | н/д                            | 1728 | 1739 | Сведений о плаваниях не сохранилось. Разобрана в галерном порту в 1739 году. | [ 24 ] [ 56 ] [ 57 ]        |
| Гарбора        | 11  | н/д        | н/д | н/д | Галерная верфь | н/д                            | 1728 | 1739 | Сведений о плаваниях не сохранилось. Разобрана в галерном порту в 1739 году. | [ 24 ] [ 56 ] [ 57 ]        |
| Жар            | 11  | н/д        | н/д | н/д | Галерная верфь | н/д                            | 1728 | 1738 | Сведений о плаваниях не сохранилось. Разобрана в галерном порту в 1738 году. | [ 24 ] [ 56 ] [ 57 ]        |
| Ижора          | 11  | н/д        | н/д | н/д | Галерная верфь | н/д                            | 1728 | 1739 | Сведений о плаваниях не сохранилось. Разобрана в галерном порту в 1739 году. | [ 24 ] [ 56 ] [ 57 ]        |
| Канарейка      | 11  | н/д        | н/д | н/д | Галерная верфь | н/д                            | 1728 | 1738 | Сведений о плаваниях не сохранилось. Разобрана в галерном порту в 1738 году. | [ 24 ] [ 56 ] [ 57 ]        |
| Констанция     | 11  | н/д        | н/д | н/д | Галерная верфь | н/д                            | 1728 | 1739 | Сведений о плаваниях не сохранилось. Разобрана в галерном порту в 1739 году. | [ 24 ] [ 56 ] [ 57 ]        |
| Лангвила       | 11  | н/д        | н/д | н/д | Галерная верфь | н/д                            | 1728 | 1739 | Сведений о плаваниях не сохранилось. Разобрана в галерном порту в 1739 году. | [ 24 ] [ 58 ] [ 59 ]        |
| Ларузет        | 11  | н/д        | н/д | н/д | Галерная верфь | н/д                            | 1728 | 1739 | Сведений о плаваниях не сохранилось. Разобрана в галерном порту в 1739 году. | [ 24 ] [ 58 ] [ 59 ]        |
| Орёл           | 11  | н/д        | н/д | н/д | Галерная верфь | н/д                            | 1728 | 1739 | Сведений о плаваниях не сохранилось. Разобрана в галерном порту в 1739 году. | [ 24 ] [ 56 ] [ 57 ]        |
| Проня          | 11  | н/д        | н/д | н/д | Галерная верфь | н/д                            | 1728 | 1739 | Сведений о плаваниях не сохранилось. Разобрана в галерном порту в 1739 году. | [ 24 ] [ 58 ] [ 57 ]        |
| Сайга          | 11  | н/д        | н/д | н/д | Галерная верфь | н/д                            | 1728 | 1739 | Сведений о плаваниях не сохранилось. Разобрана в галерном порту в 1739 году. | [ 24 ] [ 56 ] [ 57 ]        |
| Сокол          | 11  | н/д        | н/д | н/д | Галерная верфь | н/д                            | 1728 | 1738 | Сведений о плаваниях не сохранилось. Разобрана в галерном порту в 1738 году. | [ 24 ] [ 58 ] [ 57 ]        |
| Сорока         | 11  | н/д        | н/д | н/д | Галерная верфь | н/д                            | 1728 | 1739 | Сведений о плаваниях не сохранилось. Разобрана в галерном порту в 1739 году. | [ 24 ] [ 58 ] [ 57 ]        |
| Треска         | 11  | н/д        | н/д | н/д | Галерная верфь | н/д                            | 1728 | 1739 | Сведений о плаваниях не сохранилось. Разобрана в галерном порту в 1739 году. | [ 24 ] [ 58 ] [ 57 ]        |
| Феникс         | 11  | н/д        | н/д | н/д | Галерная верфь | н/д                            | 1728 | 1738 | Сведений о плаваниях не сохранилось. Разобрана в галерном порту в 1738 году. | [ 24 ] [ 56 ] [ 57 ]        |
| Фивра          | 11  | н/д        | н/д | н/д | Галерная верфь | н/д                            | 1728 | 1738 | Сведений о плаваниях не сохранилось. Разобрана в галерном порту в 1738 году. | [ 24 ] [ 56 ] [ 57 ]        |
| Щука           | 11  | н/д        | н/д | н/д | Галерная верфь | н/д                            | 1728 | 1738 | Сведений о плаваниях не сохранилось. Разобрана в галерном порту в 1738 году. | [ 24 ] [ 58 ] [ 57 ]        |
| Белуга         | 11  | н/д        | н/д | н/д | Галерная верфь | Ф. Дипонтий                    | 1729 | 1738 | Сведений о плаваниях не сохранилось. Разобрана в галерном порту в 1738 году. | [ 24 ] [ 58 ] [ 59 ]        |
| Дракон         | 11  | н/д        | н/д | н/д | Галерная верфь | Ф. Дипонтий                    | 1729 | 1738 | Сведений о плаваниях не сохранилось. Разобрана в галерном порту в 1738 году. | [ 24 ] [ 58 ] [ 59 ]        |
| Крокодил       | 11  | н/д        | н/д | н/д | Галерная верфь | Ф. Дипонтий                    | 1729 | 1743 | Принимала участие в русско-шведской войне 1741—1743 годов. Разбилась в 1743 году в Биорке-зунде. | [ 24 ] [ 58 ] [ 59 ]        |
| Лисица         | 11  | н/д        | н/д | н/д | Галерная верфь | Ф. Дипонтий                    | 1729 | 1738 | Сведений о плаваниях не сохранилось. Разобрана в галерном порту в 1738 году. | [ 24 ] [ 58 ] [ 59 ]        |
| Лещ            | 11  | н/д        | н/д | н/д | Галерная верфь | Ф. Дипонтий                    | 1729 | 1739 | Сведений о плаваниях не сохранилось. Разобрана в галерном порту в 1739 году. | [ 24 ] [ 58 ] [ 59 ]        |
| Осётр          | 11  | н/д        | н/д | н/д | Галерная верфь | Ф. Дипонтий                    | 1729 | 1738 | Сведений о плаваниях не сохранилось. Разобрана в галерном порту в 1738 году. | [ 24 ] [ 58 ] [ 59 ]        |
| Пустельга      | 11  | н/д        | н/д | н/д | Галерная верфь | Ф. Дипонтий                    | 1729 | 1743 | Принимала участие в русско-шведской войне 1741—1743 годов. Разбилась в 1743 году в Биорке-зунде. | [ 24 ] [ 58 ] [ 59 ]        |
| Рак            | 11  | н/д        | н/д | н/д | Галерная верфь | Ф. Дипонтий                    | 1729 | 1738 | Сведений о плаваниях не сохранилось. Разобрана в галерном порту в 1738 году. | [ 24 ] [ 58 ] [ 59 ]        |
| Стерлядь       | 11  | н/д        | н/д | н/д | Галерная верфь | Ф. Дипонтий                    | 1729 | 1738 | Сведений о плаваниях не сохранилось. Разобрана в галерном порту в 1738 году. | [ 24 ] [ 58 ] [ 59 ]        |
| Турухтан       | 11  | н/д        | н/д | н/д | Галерная верфь | Ф. Дипонтий                    | 1729 | 1738 | Сведений о плаваниях не сохранилось. Разобрана в галерном порту в 1738 году. | [ 24 ] [ 58 ] [ 59 ]        |
| Черепаха       | 11  | н/д        | н/д | н/д | Галерная верфь | Ф. Дипонтий                    | 1729 | 1738 | Сведений о плаваниях не сохранилось. Разобрана в галерном порту в 1738 году. | [ 24 ] [ 58 ] [ 59 ]        |
| Чечётка        | 11  | н/д        | н/д | н/д | Галерная верфь | Ф. Дипонтий                    | 1729 | 1738 | Сведений о плаваниях не сохранилось. Разобрана в галерном порту в 1738 году. | [ 24 ] [ 58 ] [ 59 ]        |
| Ладога         | 11  | н/д        | н/д | н/д | Галерная верфь | Ф. Дипонтий                    | 1730 | 1747 | Принимала участие в русско-шведской войне 1741—1743 годов. В 1747 году во время шторма была выброшена на берег и позднее разобрана. | [ 24 ] [ 59 ] [ 60 ]        |
| Нева           | 11  | н/д        | н/д | н/д | Галерная верфь | Ф. Дипонтий, А. И. Алатченинов | 1730 | 1750 | Принимала участие в русско-шведской войне 1741—1743 годов. Разобрана в галерном порту в 1750 году. | [ 24 ] [ 58 ] [ 59 ]        |
| Онега          | 11  | н/д        | н/д | н/д | Галерная верфь | Ф. Дипонтий                    | 1730 | 1748 | Принимала участие в русско-шведской войне 1741—1743 годов. Разобрана во Фридрихсгаме в 1748 году. | [ 24 ] [ 59 ] [ 60 ]        |
| Охта           | 11  | н/д        | н/д | н/д | Галерная верфь | Ф. Дипонтий                    | 1730 | н/д  | Сведений о плаваниях не сохранилось. | [ 24 ] [ 59 ] [ 60 ]        |
| Тосна          | 11  | н/д        | н/д | н/д | Галерная верфь | Ф. Дипонтий                    | 1730 | 1742 | Принимала участие в русско-шведской войне 1741—1743 годов. Разбилась у Фридрихсгама в 1742 году. | [ 24 ] [ 59 ] [ 60 ]        |
| Комета         | н/д | н/д        | н/д | н/д | Галерная верфь | Ф. Дипонтий                    | 1733 | 1754 | Принимала участие в русско-шведской войне 1741—1743 годов. Разобрана в галерном порту в 1754 году. | [ 60 ] [ 61 ] [ 62 ]        |
| Планета        | н/д | н/д        | н/д | н/д | Галерная верфь | А. И. Алатченинов              | 1733 | н/д  | Сведений о плаваниях не сохранилось. | [ 60 ] [ 61 ] [ 62 ]        |
| Форель         | н/д | н/д        | н/д | н/д | Галерная верфь | И. Немцов                      | 1734 | н/д  | Сведений о плаваниях не сохранилось. | [ 60 ] [ 61 ] [ 62 ] [ 63 ] |
| Бодрая         | н/д | 30,5 х 5,3 | 1,3 | н/д | Галерная верфь | И. Немцов                      | 1739 | 1754 | Принимала участие в русско-шведской войне 1741—1743 годов. Разобрана во Фридрихсгаме в 1754 году. | [ 64 ] [ 65 ] [ 66 ]        |
| Быстрая        | н/д | 30,5 х 5,3 | 1,3 | н/д | Галерная верфь | К. И. Острецов                 | 1739 | 1750 | Принимала участие в русско-шведской войне 1741—1743 годов. Разобрана в галерном порту в 1750 году. | [ 64 ] [ 65 ] [ 66 ]        |
| Верная         | н/д | 30,5 х 5,3 | 1,3 | н/д | Галерная верфь | К. И. Острецов                 | 1739 | 1748 | Принимала участие в русско-шведской войне 1741—1743 годов. Разобрана во Фридрихсгаме в 1748 году. | [ 64 ] [ 65 ] [ 66 ]        |
| Весёлая        | н/д | 30,5 х 5,3 | 1,3 | н/д | Галерная верфь | К. И. Острецов                 | 1739 | 1743 | Принимала участие в русско-шведской войне 1741—1743 годов. Разбилась в 1743 году в районе Березовых островов. | [ 64 ] [ 65 ] [ 66 ]        |
| Ижора          | н/д | 30,5 х 5,3 | 1,3 | н/д | Галерная верфь | И. Немцов                      | 1739 | 1748 | Принимала участие в русско-шведской войне 1741—1743 годов. Разобрана во Фридрихсгаме в 1748 году. | [ 64 ] [ 62 ] [ 65 ]        |
| Лёгкая         | н/д | 30,5 х 5,3 | 1,3 | н/д | Галерная верфь | К. И. Острецов                 | 1739 | 1752 | Принимала участие в русско-шведской войне 1741—1743 годов. Разобрана в галерном порту в 1752 году. | [ 64 ] [ 65 ] [ 66 ]        |
| Надёжная       | н/д | 30,5 х 5,3 | 1,3 | н/д | Галерная верфь | К. И. Острецов                 | 1739 | 1758 | Принимала участие в русско-шведской войне 1741—1743 годов. Разобрана во Фридрихсгаме в 1758 году. | [ 64 ] [ 65 ] [ 66 ]        |
| Непобедимая    | н/д | 30,5 х 5,3 | 1,3 | н/д | Галерная верфь | И. Немцов                      | 1739 | 1755 | Принимала участие в русско-шведской войне 1741—1743 годов. Разобрана во Фридрихсгаме в 1755 году. | [ 64 ] [ 62 ] [ 65 ]        |
| Смелая         | н/д | 30,5 х 5,3 | 1,3 | н/д | Галерная верфь | И. Немцов                      | 1739 | 1754 | Принимала участие в русско-шведской войне 1741—1743 годов. Разобрана во Фридрихсгаме в 1754 году. | [ 64 ] [ 65 ] [ 66 ]        |
| Счастливая     | н/д | 30,5 х 5,3 | 1,3 | н/д | Галерная верфь | И. Немцов                      | 1739 | 1742 | Принимала участие в русско-шведской войне 1741—1743 годов. Взорвалась в 1742 году. | [ 65 ] [ 66 ] [ 67 ]        |
| Буцефал        | н/д | 30,5 х 5,3 | 1,3 | н/д | Галерная верфь | И. Немцов                      | 1740 | 1752 | Принимала участие в русско-шведской войне 1741—1743 годов. Разбилась в 1742 году. | [ 65 ] [ 66 ] [ 67 ]        |
| Единорог       | н/д | 30,5 х 5,3 | 1,3 | н/д | Галерная верфь | А. И. Алатченинов              | 1740 | 1752 | Принимала участие в русско-шведской войне 1741—1743 годов. Разобрана в Ревеле в 1742 году. | [ 65 ] [ 66 ] [ 67 ]        |
| Елень          | н/д | 30,5 х 5,3 | 1,3 | н/д | Галерная верфь | А. И. Алатченинов              | 1740 | н/д  | Принимала участие в русско-шведской войне 1741—1743 годов. | [ 65 ] [ 66 ] [ 67 ]        |
| Морская лошадь | н/д | 30,5 х 5,3 | 1,3 | н/д | Галерная верфь | И. Немцов                      | 1740 | 1758 | Принимала участие в русско-шведской войне 1741—1743 годов. Разобрана во Фридрихсгаме в 1758 году. | [ 66 ] [ 67 ] [ 68 ]        |
| Пегас          | н/д | 30,5 х 5,3 | 1,3 | н/д | Галерная верфь | А. И. Алатченинов              | 1740 | 1752 | Принимала участие в русско-шведской войне 1741—1743 годов. Разобрана в Ревеле в 1752 году. | [ 65 ] [ 66 ] [ 67 ]        |
| Серна          | н/д | 30,5 х 5,3 | 1,3 | н/д | Галерная верфь | А. И. Алатченинов              | 1740 | 1751 | Принимала участие в русско-шведской войне 1741—1743 годов. Разобрана в Ревеле в 1751 году. | [ 65 ] [ 66 ] [ 67 ]        |
| Канарейка      | н/д | 30,5 х 5,3 | 1,3 | н/д | Галерная верфь | А. И. Алатченинов              | 1741 | 1762 | Принимала участие в русско-шведской войне 1741—1743 годов с Семилетней войне 1756—1763 годов. Разобрана в Мемеле в 1762 году. | [ 67 ] [ 68 ] [ 69 ]        |
| Констанция     | н/д | 30,5 х 5,3 | 1,3 | н/д | Галерная верфь | И. Немцов                      | 1741 | 1753 | Принимала участие в русско-шведской войне 1741—1743 годов. Разобрана в галерном порту в 1753 году. | [ 67 ] [ 68 ] [ 69 ]        |
| Летучая        | н/д | 30,5 х 5,3 | 1,3 | н/д | Галерная верфь | И. Немцов                      | 1741 | 1753 | Принимала участие в русско-шведской войне 1741—1743 годов. Разобрана в Ревеле в 1753 году. | [ 67 ] [ 68 ] [ 69 ]        |
| Лофер          | н/д | 30,5 х 5,3 | 1,3 | н/д | Галерная верфь | А. И. Алатченинов              | 1741 | 1753 | Принимала участие в русско-шведской войне 1741—1743 годов. Разобрана в Ревеле в 1753 году. | [ 66 ] [ 67 ] [ 68 ]        |
| Сайга          | н/д | 30,5 х 5,3 | 1,3 | н/д | Галерная верфь | И. Немцов                      | 1741 | н/д  | Принимала участие в русско-шведской войне 1741—1743 годов. | [ 67 ] [ 68 ] [ 69 ]        |
| Феникс         | н/д | 30,5 х 5,3 | 1,3 | н/д | Галерная верфь | А. И. Алатченинов              | 1741 | 1754 | Принимала участие в русско-шведской войне 1741—1743 годов. Разобрана во Фридрихсгаме в 1754 году. | [ 67 ] [ 68 ] [ 69 ]        |
| Багуля         | н/д | н/д        | н/д | н/д | Галерная верфь | И. Немцов                      | 1743 | н/д  | Сведений о плаваниях не сохранилось. | [ 70 ] [ 71 ] [ 72 ]        |
| Вильманстранд  | н/д | н/д        | н/д | н/д | Галерная верфь | А. И. Алатченинов              | 1743 | 1750 | Сведений о плаваниях не сохранилось. Разобрана в Ревеле в 1750 году. | [ 70 ] [ 71 ] [ 72 ]        |
| Гарбора        | н/д | н/д        | н/д | н/д | Галерная верфь | И. Немцов                      | 1743 | н/д  | Сведений о плаваниях не сохранилось. | [ 68 ] [ 70 ] [ 72 ]        |
| Кюмень-река    | н/д | н/д        | н/д | н/д | Галерная верфь | А. И. Алатченинов              | 1743 | 1759 | Сведений о плаваниях не сохранилось. Разобрана в Ревеле в 1759 году. | [ 70 ] [ 71 ] [ 72 ]        |
| Нейшлот        | н/д | н/д        | н/д | н/д | Галерная верфь | А. И. Алатченинов              | 1743 | 1753 | Сведений о плаваниях не сохранилось. Разобрана в Ревеле в 1753 году. | [ 70 ] [ 71 ] [ 72 ]        |
| Проня          | н/д | н/д        | н/д | н/д | Галерная верфь | И. С. Кучковский               | 1743 | н/д  | Сведений о плаваниях не сохранилось. | [ 70 ] [ 71 ] [ 72 ]        |
| Треска         | н/д | н/д        | н/д | н/д | Галерная верфь | И. С. Кучковский               | 1743 | 1753 | Сведений о плаваниях не сохранилось. Разобрана в Ревеле в 1753 году. | [ 70 ] [ 71 ] [ 72 ]        |
| Турухтан       | н/д | н/д        | н/д | н/д | Галерная верфь | И. С. Кучковский               | 1743 | н/д  | Сведений о плаваниях не сохранилось. | [ 68 ] [ 70 ] [ 72 ]        |
| Фридрихсгам    | н/д | н/д        | н/д | н/д | Галерная верфь | А. И. Алатченинов              | 1743 | 1750 | Сведений о плаваниях не сохранилось. Разобрана в Ревеле в 1750 году. | [ 70 ] [ 71 ] [ 72 ]        |
| Черепаха       | н/д | н/д        | н/д | н/д | Галерная верфь | И. С. Кучковский               | 1743 | 1754 | Сведений о плаваниях не сохранилось. Разобрана во Фридрихсгаме в 1754 году. | [ 68 ] [ 69 ] [ 70 ]        |
| Анчоус         | н/д | н/д        | н/д | н/д | Галерная верфь | И. С. Кучковский               | 1749 | 1759 | Принимала участие в Семилетней войне 1756—1763 годов. Разобрана в Мемеле в 1759 году. | [ 70 ] [ 73 ] [ 74 ]        |
| Белуга         | н/д | н/д        | н/д | н/д | Галерная верфь | А. И. Алатченинов              | 1749 | 1760 | Принимала участие в Семилетней войне 1756—1763 годов. Разобрана в Либаве в 1760 году. | [ 70 ] [ 73 ] [ 74 ]        |
| Бочан          | н/д | н/д        | н/д | н/д | Галерная верфь | И. С. Кучковский               | 1749 | 1759 | Принимала участие в Семилетней войне 1756—1763 годов. Разобрана в Либаве в 1759 году. | [ 70 ] [ 73 ] [ 74 ]        |
| Буцефал        | н/д | н/д        | н/д | н/д | Галерная верфь | А. И. Алатченинов              | 1749 | 1759 | Принимала участие в Семилетней войне 1756—1763 годов. Разобрана в Либаве в 1759 году. | [ 73 ] [ 74 ] [ 75 ]        |
| Голубь         | н/д | н/д        | н/д | н/д | Галерная верфь | И. С. Кучковский               | 1749 | н/д  | Сведений о плаваниях не сохранилась. | [ 73 ] [ 74 ] [ 75 ]        |
| Добрая         | н/д | н/д        | н/д | н/д | Галерная верфь | И. С. Кучковский               | 1749 | н/д  | Сведений о плаваниях не сохранилась. | [ 73 ] [ 74 ] [ 75 ]        |
| Зуй            | н/д | н/д        | н/д | н/д | Галерная верфь | А. И. Алатченинов              | 1749 | 1759 | Принимала участие в Семилетней войне 1756—1763 годов. Разобрана в Мемеле в 1759 году. | [ 73 ] [ 74 ] [ 75 ]        |
| Лебедь         | н/д | н/д        | н/д | н/д | Галерная верфь | А. И. Алатченинов              | 1749 | 1759 | Принимала участие в Семилетней войне 1756—1763 годов. Разобрана в Либаве в 1759 году. | [ 73 ] [ 74 ] [ 75 ]        |
| Лисица         | н/д | н/д        | н/д | н/д | Галерная верфь | А. И. Алатченинов              | 1749 | 1761 | Принимала участие в Семилетней войне 1756—1763 годов. Разобрана в Мемеле в 1761 году. | [ 73 ] [ 74 ] [ 75 ]        |
| Морская лошадь | н/д | н/д        | н/д | н/д | Галерная верфь | А. И. Алатченинов              | 1749 | 1759 | Принимала участие в Семилетней войне 1756—1763 годов. Разобрана во Фридрихсгаме в 1759 году. | [ 73 ] [ 74 ] [ 75 ]        |
| Надежда        | н/д | н/д        | н/д | н/д | Галерная верфь | И. С. Кучковский               | 1749 | 1759 | Принимала участие в Семилетней войне 1756—1763 годов. Разобрана в Мемеле в 1759 году. | [ 70 ] [ 73 ] [ 76 ]        |
| Нарова         | н/д | н/д        | н/д | н/д | Галерная верфь | И. С. Кучковский               | 1749 | 1760 | Принимала участие в Семилетней войне 1756—1763 годов. Разобрана в Либаве в 1760 году. | [ 73 ] [ 74 ] [ 75 ]        |
| Острая         | н/д | н/д        | н/д | н/д | Галерная верфь | А. И. Алатченинов              | 1749 | 1759 | Принимала участие в Семилетней войне 1756—1763 годов. Разобрана в Либаве в 1759 году. | [ 73 ] [ 74 ] [ 75 ]        |
| Барс           | н/д | н/д        | н/д | н/д | Галерная верфь | А. И. Алатченинов              | 1750 | 1762 | Сведений о плаваниях не сохранилось. Разобрана в галерном порту в 1762 году. | [ 75 ] [ 77 ] [ 76 ]        |
| Ижора          | н/д | н/д        | н/д | н/д | Галерная верфь | И. С. Кучковский               | 1750 | 1760 | Принимала участие в Семилетней войне 1756—1763 годов. Разобрана в Мемеле в 1760 году. | [ 75 ] [ 77 ] [ 76 ]        |
| Павлин         | н/д | н/д        | н/д | н/д | Галерная верфь | А. И. Алатченинов              | 1750 | 1762 | Принимала участие в Семилетней войне 1756—1763 годов. Разобрана во Фридрихсгаме в 1762 году. | [ 75 ] [ 77 ] [ 76 ]        |
| Слон           | н/д | н/д        | н/д | н/д | Галерная верфь | А. И. Алатченинов              | 1750 | 1762 | Принимала участие в Семилетней войне 1756—1763 годов. Разобрана во Фридрихсгаме в 1762 году. | [ 75 ] [ 77 ] [ 76 ]        |
| Тосна          | н/д | н/д        | н/д | н/д | Галерная верфь | И. С. Кучковский               | 1750 | 1759 | Принимала участие в Семилетней войне 1756—1763 годов. Разобрана в Либаве в 1759 году. | [ 75 ] [ 77 ] [ 76 ]        |
| Фридрихсгам    | н/д | н/д        | н/д | н/д | Галерная верфь | И. С. Кучковский               | 1750 | 1759 | Принимала участие в Семилетней войне 1756—1763 годов. Разобрана в Мемеле в 1759 году. | [ 75 ] [ 77 ] [ 76 ]        |
| Ястреб         | н/д | н/д        | н/д | н/д | Галерная верфь | А. И. Алатченинов              | 1750 | 1762 | Сведений о плаваниях не сохранилось. Разобрана в галерном порту в 1762 году. | [ 75 ] [ 77 ] [ 76 ]        |
| Единорог       | н/д | н/д        | н/д | н/д | Галерная верфь | И. С. Кучковский               | 1753 | 1762 | Сведений о плаваниях не сохранилось. Разобрана в Мемеле в 1762 году. | [ 75 ] [ 78 ] [ 79 ]        |
| Непобедимая    | н/д | н/д        | н/д | н/д | Галерная верфь | А. И. Алатченинов              | 1754 | 1767 | Сведений о плаваниях не сохранилось. Разобрана в 1767 году. | [ 75 ] [ 78 ] [ 79 ]        |
| Черепаха       | н/д | н/д        | н/д | н/д | Галерная верфь | А. И. Алатченинов              | 1755 | 1770 | Принимала участие в Семилетней войне 1756—1763 годов. В 1766 году совершала плавания между Санкт-Петербургом и Фридрихсгамом. Разобрана в 1770 году.                                                                                                 | [ 75 ] [ 80 ] [ 81 ] [ 82 ] |
| Чечётка        | н/д | н/д        | н/д | н/д | Галерная верфь | А. И. Алатченинов              | 1755 | 1778 | Принимала участие в Семилетней войне 1756—1763 годов. В 1771 году совершила плавание шхерным фарватером от Санкт-Петербурга до Ревеля. Разобрана в Ревеле в 1770 году.                                                                               | [ 75 ] [ 80 ] [ 81 ] [ 83 ] |
| Бодрая         | н/д | 38,4 x 5,5 | 1,8 | н/д | Галерная верфь | А. И. Алатченинов              | 1756 | 1762 | Принимала участие в Семилетней войне 1756—1763 годов. Разобрана в Мемеле в 1762 году. | [ 80 ] [ 81 ] [ 84 ]        |
| Канарейка      | н/д | 38,4 x 5,5 | 1,8 | н/д | Галерная верфь | н/д                            | 1756 | н/д  | Принимала участие в Семилетней войне 1756—1763 годов. | [ 80 ] [ 81 ] [ 84 ]        |
| Комета         | н/д | 38,4 x 5,5 | 1,8 | н/д | Галерная верфь | А. И. Алатченинов              | 1756 | 1762 | Принимала участие в Семилетней войне 1756—1763 годов. Разобрана в Мемеле в 1762 году. | [ 80 ] [ 81 ] [ 84 ]        |
| Люфер          | н/д | 38,4 x 5,5 | 1,8 | н/д | Галерная верфь | н/д                            | 1757 | 1762 | Принимала участие в Семилетней войне 1756—1763 годов. Разобрана в Мемеле в 1762 году. | [ 80 ] [ 81 ] [ 84 ]        |
| Мир            | н/д | 38,4 x 5,5 | 1,8 | н/д | Галерная верфь | н/д                            | 1757 | 1762 | Принимала участие в Семилетней войне 1756—1763 годов. Разобрана в Мемеле в 1762 году. | [ 80 ] [ 81 ] [ 84 ]        |
| Снигирь        | н/д | 38,4 x 5,5 | 1,8 | н/д | Галерная верфь | н/д                            | 1757 | 1762 | Принимала участие в Семилетней войне 1756—1763 годов. Разобрана в Мемеле в 1762 году. | [ 80 ] [ 84 ] [ 85 ]        |
| Сокол          | н/д | 38,4 x 5,5 | 1,8 | н/д | Галерная верфь | н/д                            | 1757 | н/д  | Принимала участие в Семилетней войне 1756—1763 годов. | [ 80 ] [ 84 ] [ 85 ]        |
| Добычная       | 11  | 38,4 x 5,5 | 1,8 | н/д | Галерная верфь | А. И. Озеров, Борисов          | 1762 | 1781 | Сведений о плаваниях не сохранилось. Разобрана в Ревеле в 1781 году. | [ 84 ] [ 85 ] [ 86 ]        |
| Удалая         | 11  | 38,4 x 5,5 | 1,8 | н/д | Галерная верфь | А. И. Озеров, Борисов          | 1762 | 1781 | В кампанию 1771 года совершила плавание из Санкт-Петербурга в Ревель. Разобрана в Ревеле в 1781 году. | [ 84 ] [ 85 ] [ 86 ] [ 87 ] |
| Чесьма         | 11  | 38,4 x 5,5 | 1,8 | н/д | Галерная верфь | А. И. Алатченинов, Борисов     | 1762 | 1796 | Сведений о плаваниях не сохранилось. Во время наводнения в Кронштадте в 1777 году галера была выброшена на берег. 25 мая (5 июня) 1796 года сгорела в галерном порту во время пожара, возникшего после попадания молнии в один из деревянных сараев. | [ 85 ] [ 86 ] [ 88 ] [ 89 ] |

### 20-баночные галеры
Средние галеры, строившихся в больших количествах. Галеры были оснащены двумя мачтами, 16-банками и имели по 5 гребцов на каждое весло. Артиллерийское вооружение в большинстве случаев состояло из одной 18-фунтовой и двух 8-фунтовых пушек, а также из 10 фальконетов.
| Наименование   | Ор. | Размер | Ос. | Эк. | Верфь          | Мастер | Вх.  | Вых. | История службы                                                                                     | Прим.                |
| -------------- | --- | ------ | --- | --- | -------------- | ------ | ---- | ---- | -------------------------------------------------------------------------------------------------- | -------------------- |
| Вальфиш        | н/д | н/д    | н/д | н/д | Галерная верфь | н/д    | 1726 | 1738 | Сведений о плаваниях не сохранилось. Разобрана в галерном порту в 1738 году.                       | [ 39 ] [ 53 ] [ 55 ] |
| Дельфин        | н/д | н/д    | н/д | н/д | Галерная верфь | н/д    | 1726 | 1754 | Принимала участие в русско-шведской войне 1741—1743 годов. Разобрана в галерном порту в 1754 году. | [ 39 ] [ 53 ] [ 55 ] |
| Люфер          | н/д | н/д    | н/д | н/д | Галерная верфь | н/д    | 1726 | 1738 | Сведений о плаваниях не сохранилось. Разобрана в галерном порту в 1738 году.                       | [ 39 ] [ 53 ] [ 55 ] |
| Меркурий       | н/д | н/д    | н/д | н/д | Галерная верфь | н/д    | 1726 | 1745 | Принимала участие в русско-шведской войне 1741—1743 годов. Разобрана в галерном порту в 1745 году. | [ 39 ] [ 53 ] [ 55 ] |
| Наталия        | н/д | н/д    | н/д | н/д | Галерная верфь | н/д    | 1726 | 1738 | Сведений о плаваниях не сохранилось. Разобрана в галерном порту в 1738 году.                       | [ 39 ] [ 53 ] [ 55 ] |
| Пеликан        | н/д | н/д    | н/д | н/д | Галерная верфь | н/д    | 1726 | 1744 | Принимала участие в русско-шведской войне 1741—1743 годов. Разобрана в галерном порту в 1744 году. | [ 39 ] [ 53 ] [ 55 ] |
| Святой Николай | н/д | н/д    | н/д | н/д | Галерная верфь | н/д    | 1726 | 1738 | Сведений о плаваниях не сохранилось. Разобрана в галерном порту в 1738 году.                       | [ 39 ] [ 53 ] [ 55 ] |
| Страус         | н/д | н/д    | н/д | н/д | Галерная верфь | н/д    | 1726 | 1738 | Сведений о плаваниях не сохранилось. Разобрана в галерном порту в 1738 году.                       | [ 39 ] [ 53 ] [ 55 ] |
| Быстрая        | н/д | н/д    | н/д | н/д | Галерная верфь | н/д    | 1727 | 1736 | Сведений о плаваниях не сохранилось. Разобрана в галерном порту в 1736 году.                       | [ 39 ] [ 90 ] [ 91 ] |
| Весёлая        | н/д | н/д    | н/д | н/д | Галерная верфь | н/д    | 1727 | 1736 | Сведений о плаваниях не сохранилось. Разобрана в галерном порту в 1736 году.                       | [ 39 ] [ 90 ] [ 91 ] |
| Гневная        | н/д | н/д    | н/д | н/д | Галерная верфь | н/д    | 1727 | 1744 | Принимала участие в русско-шведской войне 1741—1743 годов. Разобрана в галерном порту в 1744 году. | [ 39 ] [ 90 ] [ 91 ] |
| Добрая         | н/д | н/д    | н/д | н/д | Галерная верфь | н/д    | 1727 | 1736 | Сведений о плаваниях не сохранилось. Разобрана в галерном порту в 1736 году.                       | [ 39 ] [ 90 ] [ 91 ] |
| Лёгкая         | н/д | н/д    | н/д | н/д | Галерная верфь | н/д    | 1727 | 1738 | Сведений о плаваниях не сохранилось. Разобрана в галерном порту в 1738 году.                       | [ 39 ] [ 90 ] [ 91 ] |
| Острая         | н/д | н/д    | н/д | н/д | Галерная верфь | н/д    | 1727 | 1746 | Принимала участие в русско-шведской войне 1741—1743 годов. Разобрана в галерном порту в 1746 году. | [ 39 ] [ 90 ] [ 91 ] |
| Скорая         | н/д | н/д    | н/д | н/д | Галерная верфь | н/д    | 1727 | 1746 | Принимала участие в русско-шведской войне 1741—1743 годов. Разобрана в галерном порту в 1746 году. | [ 39 ] [ 90 ] [ 91 ] |
| Смелая         | н/д | н/д    | н/д | н/д | Галерная верфь | н/д    | 1727 | 1738 | Сведений о плаваниях не сохранилось. Разобрана в галерном порту в 1738 году.                       | [ 39 ] [ 90 ] [ 91 ] |
| Троицкая       | н/д | н/д    | н/д | н/д | Галерная верфь | н/д    | 1727 | 1744 | Принимала участие в русско-шведской войне 1741—1743 годов. Разобрана в галерном порту в 1744 году. | [ 39 ] [ 90 ] [ 55 ] |
| Хитрая         | н/д | н/д    | н/д | н/д | Галерная верфь | н/д    | 1727 | 1746 | Принимала участие в русско-шведской войне 1741—1743 годов. Разобрана в галерном порту в 1746 году. | [ 39 ] [ 90 ] [ 55 ] |

- 14 20-баночных галер типа «Вальфиш» постройки 1728 г.
  - Анчоус. Разобрана в 1746 г.
  - Бочан. Разобрана в 1746 г.
  - Висла. Разобрана в 1746 г.
  - Двина. Разобрана в 1746 г.
  - Зуй. Разобрана в 1746 г.
  - Пасарим. Разобрана в 1746 г.
  - Пигалица. Разобрана в 1746 г.
  - Реполов. Разобрана в 1746 г.
  - Сёмга. Разобрана в 1746 г.
  - Щеголь. Разобрана в 1746 г.
  - Голубь. Разбилась в 1743 г.
  - Копчик. Разобрана в 1739 г.
  - Лавалактий. Разобрана в 1749 г.
  - Сойка. Разобрана в 1738 г.
- Орёл, 20 банок, 1740 г. Разобрана в 1752 г.

### 22-баночные галеры
- 11 22-баночных галер постройки 1721 г., в том числе
  - Висла. Разобрана в 1729 г.
  - Ижора. Разобрана в 1729 г.
  - Проня. Разобрана в 1729 г.
  - Славянка. Разобрана в 1729 г.
  - Сокол. Разобрана в 1729 г.
  - Волга. Разобрана в 1729 г.
  - Ладога. Разобрана в 1729 г.
  - Мелководная. Разобрана в 1729 г.
  - Онега. Разобрана в 1729 г.
  - Охта. Разобрана в 1729 г.
  - Тосна. Разобрана в 1729 г.
- 3 22-баночных галеры типа «Виктория» постройки 1729 г.:
  - Виктория
  - Славянка
  - Волга. Разобрана в 1754 г.
- 5 22-баночных галер типа «Белуга» постройки 1732 г.:
  - Белуга. Разобрана в 1754 г.
  - Жаворонок. Разобрана в 1750 г.
  - Зяблица. Разобрана в 1748 г.
  - Снегирь. Разобрана в 1748 г.
  - Карась. Разобрана в 1753 г.
- 7 22-баночных галер типа «Дракон» постройки 1738 г., в том числе:
  - Дракон. Разобрана в 1753 г.
  - Вальфиш. Разобрана в 1753 г.
  - Днепр. Разобрана в 1753 г.
  - Осётр. Разобрана в 1753 г.
  - Стерлядь. Разобрана в 1753 г.
  - Страус. Разобрана в 1753 г.
  - Ильмень (постройки 1739 г.). Разобрана в 1752 г.
- 6 22-баночных галер типа «Волхов», постройки 1739 г., в том числе:
  - Волхов
  - Дон
  - Лещ
  - Ока
  - Нарова
  - Щука

### 23-баночные и 24-баночные галеры
- 4 23-24-баночных галеры постройки 1727 г., в том числе:
  - Благая, 1727 г. Разобрана в 1746 г.
  - Светлая, 1727 г.
  - Славная, 1727 г.
  - Гусь, 1728 г.

### 25-баночные галеры
Самые большие трёхмачтовые галеры Балтийского флота с самым мощным артиллерийским вооружением. На каждое весло галеры приходилось по 6 гребцов.
| Наименование | Ор. | Размер     | Ос. | Эк. | Верфь                              | Мастер | Вх.  | Вых. | История службы                       | Прим.                |
| ------------ | --- | ---------- | --- | --- | ---------------------------------- | ------ | ---- | ---- | ------------------------------------ | -------------------- |
| Двина        | 15  | 48,5 x 9,6 | н/д | н/д | Санкт-Петербургское адмиралтейство | н/д    | 1721 | н/д  | Сведений о плаваниях не сохранилось. | [ 43 ] [ 41 ] [ 92 ] |
| Нева         | 15  | 48,5 x 9,6 | н/д | н/д | Санкт-Петербургское адмиралтейство | н/д    | 1721 | н/д  | Сведений о плаваниях не сохранилось. | [ 43 ] [ 54 ] [ 92 ] |

## Галеры Черноморского флота

### Скампавеи
В разделе приведены скампавеи Черноморского флота.
| Наименование | Ор. | Размер     | Ос. | Бан. | Эк. | Верфь             | Мастер       | Вх.  | Вых. | История службы                                             | Прим.               |
| ------------ | --- | ---------- | --- | ---- | --- | ----------------- | ------------ | ---- | ---- | ---------------------------------------------------------- | ------------------- |
| № 1          | 2   | 10,4 x 1,9 | 0,5 | н/д  | н/д | Верфь в Бендерах  | н/д          | 1790 | н/д  | Принимала участие в русско-турецкой войне 1787—1791 годов. | [ 93 ] [ 2 ] [ 94 ] |
| № 2          | 2   | 10,4 x 1,9 | 0,5 | н/д  | н/д | Верфь в Бендерах  | н/д          | 1790 | н/д  | Принимала участие в русско-турецкой войне 1787—1791 годов. | [ 93 ] [ 2 ] [ 95 ] |
| № 3          | 2   | 10,4 x 1,9 | 0,5 | н/д  | н/д | Верфь в Бендерах  | н/д          | 1790 | н/д  | Принимала участие в русско-турецкой войне 1787—1791 годов. | [ 93 ] [ 2 ] [ 95 ] |
| № 4          | 2   | 10,4 x 1,9 | 0,5 | н/д  | н/д | Верфь в Бендерах  | н/д          | 1790 | н/д  | Принимала участие в русско-турецкой войне 1787—1791 годов. | [ 93 ] [ 2 ] [ 95 ] |
| Без названия | 4   | 20,7 x 3,2 | 1,7 | н/д  | н/д | Верфь на Дунае    | И. Должников | 1790 | н/д  | Принимала участие в русско-турецкой войне 1787—1791 годов. | [ 93 ] [ 2 ] [ 95 ] |
| № 1          | 2   | 20,7 x 3,2 | 1,7 | н/д  | н/д | Верфь в Криулянах | Нефедьев     | 1790 | н/д  | Принимала участие в русско-турецкой войне 1787—1791 годов. | [ 93 ] [ 2 ] [ 95 ] |
| № 2          | 2   | 20,7 x 3,2 | 1,7 | н/д  | н/д | Верфь в Криулянах | Нефедьев     | 1790 | н/д  | Принимала участие в русско-турецкой войне 1787—1791 годов. | [ 93 ] [ 2 ] [ 95 ] |
| № 3          | 2   | 20,7 x 3,2 | 1,7 | н/д  | н/д | Верфь в Криулянах | Нефедьев     | 1790 | н/д  | Принимала участие в русско-турецкой войне 1787—1791 годов. | [ 93 ] [ 2 ] [ 95 ] |
| № 4          | 2   | 20,7 x 3,2 | 1,7 | н/д  | н/д | Верфь в Криулянах | Нефедьев     | 1790 | н/д  | Принимала участие в русско-турецкой войне 1787—1791 годов. | [ 93 ] [ 2 ] [ 95 ] |

### Малые галеры
В разделе приведены галеры Черноморского флота, которые имели менее 15 банок.
| Наименование | Ор.   | Размер     | Ос. | Бан. | Эк. | Верфь          | Мастер    | Вх.  | Вых. | История службы | Прим.                       |
| ------------ | ----- | ---------- | --- | ---- | --- | -------------- | --------- | ---- | ---- | --- | --------------------------- |
| Днепр        | 19    | 33,6 x 5,5 | 1,1 | 12   | н/д | Киевская верфь | И. Иванов | 1785 | н/д  | В 1787 году на галере совершила плавание от Киева до Херсона императрица Екатерина II. Принимала участие в русско-турецкой войне 1787—1791 годов. | [ 93 ] [ 97 ] [ 94 ]        |
| Буг          | 13/19 | 33,6 x 5,5 | 1,1 | 12   | н/д | Киевская верфь | И. Иванов | 1785 | н/д  | В 1787 году сопровождала галеру «Днепр», на которой была императрица Екатерина II, в плавании по Днепру от Киева до Херсона. Принимала участие в русско-турецкой войне 1787—1791 годов. | [ 93 ] [ 97 ] [ 94 ]        |
| Десна        | 17    | 27,5 x 5,3 | 1   | 10   | н/д | Киевская верфь | И. Иванов | 1785 | н/д  | В 1787 году сопровождала галеру «Днепр», на которой была императрица Екатерина II, в плавании по Днепру от Киева до Херсона, во время плавания использовалась в качестве столовой. Принимала участие в русско-турецкой войне 1787—1791 годов, отличилась в действиях флота у Кинбурна в сентябре 1787 года. | [ 93 ] [ 94 ] [ 98 ] [ 99 ] |
| Ипуть        | н/д   | 27,5 x 5,3 | 1   | 10   | н/д | Киевская верфь | И. Иванов | 1785 | н/д  | В 1787 году сопровождала галеру «Днепр», на которой была императрица Екатерина II, в плавании по Днепру от Киева до Херсона. Принимала участие в русско-турецкой войне 1787—1791 годов. | [ 93 ] [ 94 ] [ 98 ]        |
| Сейм         | 21    | 27,5 x 5,3 | 1   | 10   | н/д | Киевская верфь | И. Иванов | 1785 | н/д  | В 1787 году сопровождала галеру «Днепр», на которой была императрица Екатерина II, в плавании по Днепру от Киева до Херсона, на борту галеры находилась свита императрицы. Принимала участие в русско-турецкой войне 1787—1791 годов.                                                                       | [ 96 ] [ 93 ] [ 94 ]        |
| Снов         | н/д   | 27,5 x 5,3 | 1   | 10   | н/д | Киевская верфь | И. Иванов | 1785 | н/д  | В 1787 году сопровождала галеру «Днепр», на которой была императрица Екатерина II, в плавании по Днепру от Киева до Херсона, на борту галеры находилась свита императрицы. Принимала участие в русско-турецкой войне 1787—1791 годов.                                                                       | [ 93 ] [ 94 ] [ 100 ]       |
| Сожа         | н/д   | 27,5 x 5,3 | 1   | 10   | н/д | Киевская верфь | И. Иванов | 1785 | н/д  | В 1787 году сопровождала галеру «Днепр», на которой была императрица Екатерина II, в плавании по Днепру от Киева до Херсона, на борту галеры находилась свита императрицы. Принимала участие в русско-турецкой войне 1787—1791 годов.                                                                       | [ 93 ] [ 94 ] [ 100 ]       |

- Свирепая (1769)
- Смелая (1786)
- Пернов (1796)

## Галеры Азовской флотилии

### 16-баночные галеры
Подкласс малых галер, строившихся с 1720 по 1750-е годы в больших количествах. Галеры были оснащены двумя мачтами, 16-банками и имели по 4 гребца на каждое весло. Артиллерийское вооружение в большинстве случаев состояло из одной 12-фунтовой и двух 8-фентовых пушек, а также из 8—10 фальконетов. Первые семь 16-баночных галер Азовской флотилии были заложены ещё при Петре I для Азовского флота, однако после подписания в 1724 году договора между Россией и Турцией, они были законсервированы и достраивались уже во времена правления Анны Иоановны.
| Наименование      | Ор. | Размер | Ос. | Эк. | Верфь                          | Мастер            | Вх.  | Вых. | История службы                                                                                 | Прим.                  |
| ----------------- | --- | ------ | --- | --- | ------------------------------ | ----------------- | ---- | ---- | ---------------------------------------------------------------------------------------------- | ---------------------- |
| Вёдрая            | н/д | н/д    | н/д | н/д | Тавровская верфь               | н/д               | 1734 | 1739 | Принимала участие в русско-турецкой войне 1735—1739 годов. По окончании службы была разобрана. | [ 64 ] [ 23 ] [ 101 ]  |
| Превосходительная | н/д | н/д    | н/д | н/д | Тавровская верфь               | н/д               | 1734 | 1739 | Принимала участие в русско-турецкой войне 1735—1739 годов. По окончании службы была разобрана. | [ 64 ] [ 101 ] [ 102 ] |
| Разумная          | н/д | н/д    | н/д | н/д | Тавровская верфь               | н/д               | 1734 | 1739 | Принимала участие в русско-турецкой войне 1735—1739 годов. По окончании службы была разобрана. | [ 64 ] [ 23 ] [ 101 ]  |
| Сиятельная        | н/д | н/д    | н/д | н/д | Тавровская верфь               | н/д               | 1734 | 1739 | Принимала участие в русско-турецкой войне 1735—1739 годов. По окончании службы была разобрана. | [ 64 ] [ 23 ] [ 101 ]  |
| Склонная          | н/д | н/д    | н/д | н/д | Тавровская верфь               | н/д               | 1734 | 1739 | Принимала участие в русско-турецкой войне 1735—1739 годов. По окончании службы была разобрана. | [ 64 ] [ 23 ] [ 101 ]  |
| Уборная           | н/д | н/д    | н/д | н/д | Тавровская верфь               | н/д               | 1734 | 1739 | Принимала участие в русско-турецкой войне 1735—1739 годов. По окончании службы была разобрана. | [ 64 ] [ 23 ] [ 101 ]  |
| Хвальная          | н/д | н/д    | н/д | н/д | Тавровская верфь               | н/д               | 1734 | 1739 | Принимала участие в русско-турецкой войне 1735—1739 годов. По окончании службы была разобрана. | [ 64 ] [ 101 ] [ 102 ] |
| Палюлос           | н/д | н/д    | н/д | н/д | Тавровская верфь               | н/д               | 1736 | 1739 | Принимала участие в русско-турецкой войне 1735—1739 годов. По окончании службы была разобрана. | [ 64 ] [ 101 ] [ 103 ] |
| Телемакус         | н/д | н/д    | н/д | н/д | Тавровская верфь               | н/д               | 1736 | 1739 | Принимала участие в русско-турецкой войне 1735—1739 годов. По окончании службы была разобрана. | [ 64 ] [ 101 ] [ 103 ] |
| Улисес            | н/д | н/д    | н/д | н/д | Тавровская верфь               | н/д               | 1736 | 1739 | Принимала участие в русско-турецкой войне 1735—1739 годов. По окончании службы была разобрана. | [ 64 ] [ 101 ] [ 103 ] |
| Янос              | н/д | н/д    | н/д | н/д | Тавровская верфь               | н/д               | 1736 | 1739 | Принимала участие в русско-турецкой войне 1735—1739 годов. По окончании службы была разобрана. | [ 64 ] [ 101 ] [ 103 ] |
| Быстрая           | н/д | н/д    | н/д | н/д | Верфь при крепости Святой Анны | А. И. Алатченинов | 1739 | 1739 | Сведений о плаваниях не сохранилось. По окончании службы была разобрана.                       | [ 64 ] [ 103 ] [ 94 ]  |
| Венера            | н/д | н/д    | н/д | н/д | Верфь при крепости Святой Анны | А. И. Алатченинов | 1739 | 1739 | Сведений о плаваниях не сохранилось. По окончании службы была разобрана.                       | [ 64 ] [ 94 ] [ 104 ]  |
| Выдра             | н/д | н/д    | н/д | н/д | Верфь при крепости Святой Анны | А. И. Алатченинов | 1739 | 1739 | Сведений о плаваниях не сохранилось. По окончании службы была разобрана.                       | [ 64 ] [ 94 ] [ 104 ]  |
| Дельфин           | н/д | н/д    | н/д | н/д | Верфь при крепости Святой Анны | А. И. Алатченинов | 1739 | 1739 | Сведений о плаваниях не сохранилось. По окончании службы была разобрана.                       | [ 64 ] [ 103 ] [ 94 ]  |
| Звезда            | н/д | н/д    | н/д | н/д | Верфь при крепости Святой Анны | А. И. Алатченинов | 1739 | 1739 | Сведений о плаваниях не сохранилось. По окончании службы была разобрана.                       | [ 64 ] [ 94 ] [ 104 ]  |
| Змея              | н/д | н/д    | н/д | н/д | Верфь при крепости Святой Анны | А. И. Алатченинов | 1739 | 1739 | Сведений о плаваниях не сохранилось. По окончании службы была разобрана.                       | [ 64 ] [ 103 ] [ 94 ]  |
| Кит               | н/д | н/д    | н/д | н/д | Верфь при крепости Святой Анны | А. И. Алатченинов | 1739 | 1739 | Сведений о плаваниях не сохранилось. По окончании службы была разобрана.                       | [ 64 ] [ 103 ] [ 94 ]  |
| Лев               | н/д | н/д    | н/д | н/д | Верфь при крепости Святой Анны | А. И. Алатченинов | 1739 | 1739 | Сведений о плаваниях не сохранилось. По окончании службы была разобрана.                       | [ 64 ] [ 94 ] [ 104 ]  |
| Минерва           | н/д | н/д    | н/д | н/д | Верфь при крепости Святой Анны | А. И. Алатченинов | 1739 | 1739 | Сведений о плаваниях не сохранилось. По окончании службы была разобрана.                       | [ 64 ] [ 94 ] [ 104 ]  |
| Молния            | н/д | н/д    | н/д | н/д | Верфь при крепости Святой Анны | А. И. Алатченинов | 1739 | 1739 | Сведений о плаваниях не сохранилось. По окончании службы была разобрана.                       | [ 64 ] [ 94 ] [ 104 ]  |
| Надежда           | н/д | н/д    | н/д | н/д | Верфь при крепости Святой Анны | А. И. Алатченинов | 1739 | 1739 | Сведений о плаваниях не сохранилось. По окончании службы была разобрана.                       | [ 64 ] [ 94 ] [ 104 ]  |
| Непобедимая       | н/д | н/д    | н/д | н/д | Верфь при крепости Святой Анны | А. И. Алатченинов | 1739 | 1739 | Сведений о плаваниях не сохранилось. По окончании службы была разобрана.                       | [ 64 ] [ 103 ] [ 101 ] |
| Орёл              | н/д | н/д    | н/д | н/д | Верфь при крепости Святой Анны | А. И. Алатченинов | 1739 | 1739 | Сведений о плаваниях не сохранилось. По окончании службы была разобрана.                       | [ 64 ] [ 103 ] [ 101 ] |
| Победа            | н/д | н/д    | н/д | н/д | Верфь при крепости Святой Анны | А. И. Алатченинов | 1739 | 1739 | Сведений о плаваниях не сохранилось. По окончании службы была разобрана.                       | [ 64 ] [ 94 ] [ 104 ]  |
| Саламандра        | н/д | н/д    | н/д | н/д | Верфь при крепости Святой Анны | А. И. Алатченинов | 1739 | 1739 | Сведений о плаваниях не сохранилось. По окончании службы была разобрана.                       | [ 64 ] [ 94 ] [ 104 ]  |
| Свирепая          | н/д | н/д    | н/д | н/д | Верфь при крепости Святой Анны | А. И. Алатченинов | 1739 | 1739 | Сведений о плаваниях не сохранилось. По окончании службы была разобрана.                       | [ 64 ] [ 94 ] [ 104 ]  |
| Сокол             | н/д | н/д    | н/д | н/д | Верфь при крепости Святой Анны | А. И. Алатченинов | 1739 | 1739 | Сведений о плаваниях не сохранилось. По окончании службы была разобрана.                       | [ 64 ] [ 94 ] [ 104 ]  |
| Страх             | н/д | н/д    | н/д | н/д | Верфь при крепости Святой Анны | А. И. Алатченинов | 1739 | 1739 | Сведений о плаваниях не сохранилось. По окончании службы была разобрана.                       | [ 64 ] [ 94 ] [ 104 ]  |
| Упование          | н/д | н/д    | н/д | н/д | Верфь при крепости Святой Анны | А. И. Алатченинов | 1739 | 1739 | Сведений о плаваниях не сохранилось. По окончании службы была разобрана.                       | [ 64 ] [ 94 ] [ 104 ]  |
| Юпитер            | н/д | н/д    | н/д | н/д | Верфь при крепости Святой Анны | А. И. Алатченинов | 1739 | 1739 | Сведений о плаваниях не сохранилось. По окончании службы была разобрана.                       | [ 64 ] [ 94 ] [ 104 ]  |

### 18-баночные галеры
Все восемь 18-баночных галер Азовской флотилии были заложены ещё при Петре I для Азовского флота, однако после подписания в 1724 году договора между Россией и Турцией, они были законсервированы и достраивались уже во времена правления Анны Иоановны.
| Наименование | Ор. | Размер | Ос. | Эк. | Верфь            | Мастер | Вх.  | Вых. | История службы | Прим.                 |
| ------------ | --- | ------ | --- | --- | ---------------- | ------ | ---- | ---- | --- | --------------------- |
| Добрая       | н/д | н/д    | н/д | н/д | Тавровская верфь | н/д    | 1734 | 1739 | Принимала участие в русско-турецкой войне 1735—1739 годов. По окончании службы была разобрана.                                                                           | [ 20 ] [ 23 ] [ 39 ]  |
| Забавная     | н/д | н/д    | н/д | н/д | Тавровская верфь | н/д    | 1734 | 1739 | Принимала участие в русско-турецкой войне 1735—1739 годов. По окончании службы была разобрана.                                                                           | [ 20 ] [ 23 ] [ 39 ]  |
| Зазорная     | н/д | н/д    | н/д | н/д | Тавровская верфь | н/д    | 1734 | 1739 | Принимала участие в русско-турецкой войне 1735—1739 годов. По окончании службы была разобрана.                                                                           | [ 20 ] [ 23 ] [ 39 ]  |
| Ласковая     | н/д | н/д    | н/д | н/д | Тавровская верфь | н/д    | 1734 | 1739 | Принимала участие в русско-турецкой войне 1735—1739 годов. По окончании службы была разобрана.                                                                           | [ 20 ] [ 23 ] [ 39 ]  |
| Приятельная  | н/д | н/д    | н/д | н/д | Тавровская верфь | н/д    | 1734 | 1739 | Принимала участие в русско-турецкой войне 1735—1739 годов. В кампанию 1736 года на галере держал свой флаг шаутбенахт П. П. Бредаль. По окончании службы была разобрана. | [ 20 ] [ 23 ] [ 39 ]  |
| Терпеливая   | н/д | н/д    | н/д | н/д | Тавровская верфь | н/д    | 1734 | 1739 | Принимала участие в русско-турецкой войне 1735—1739 годов. По окончании службы была разобрана.                                                                           | [ 23 ] [ 39 ] [ 101 ] |
| Учтивая      | н/д | н/д    | н/д | н/д | Тавровская верфь | н/д    | 1734 | 1739 | Принимала участие в русско-турецкой войне 1735—1739 годов. По окончании службы была разобрана.                                                                           | [ 20 ] [ 23 ] [ 39 ]  |
| Честная      | н/д | н/д    | н/д | н/д | Тавровская верфь | н/д    | 1734 | 1739 | Принимала участие в русско-турецкой войне 1735—1739 годов. По окончании службы была разобрана.                                                                           | [ 20 ] [ 23 ] [ 39 ]  |

### 20-баночные галеры
- 13 20-баночных галер типа «Амур» постройки 1736 г. Разобраны после 1739 г.
- 7 малых галер постройки 1737 г.
- 5 20-баночных галер постройки 1738 г.

### Конные галеры
- 25 16-баночных конных галер постройки 1738 г.

## Галеры Дунайской флотилии

### 16-баночные галеры
Подкласс малых галер, строившихся с 1720 по 1750-е годы в больших количествах. Галеры были оснащены двумя мачтами, 16-банками и имели по 4 гребца на каждое весло. Артиллерийское вооружение в большинстве случаев состояло изодной 12-фунтовой и двух 8-фентовых пушек, а также из 8—10 фальконетов.
| Наименование         | Ор. | Размер | Ос. | Эк. | Верфь          | Мастер | Вх.  | Вых. | История службы                                                                 | Прим.  |
| -------------------- | --- | ------ | --- | --- | -------------- | ------ | ---- | ---- | ------------------------------------------------------------------------------ | ------ |
| 5 галер без названия | н/д | н/д    | н/д | н/д | Бранская верфь | н/д    | 1738 | 1739 | Сведений о плаваниях галер не сохранилось. По окончании службы были разобраны. | [ 64 ] |

## Галеры Каспийской флотилии

### Скампавеи
| Наименование | Ор. | Размер | Ос. | Бан. | Эк. | Верфь           | Мастер      | Вх.  | Вых. | История службы                                                                       | Прим.                  |
| ------------ | --- | ------ | --- | ---- | --- | --------------- | ----------- | ---- | ---- | ------------------------------------------------------------------------------------ | ---------------------- |
| 15 скампавей | н/д | н/д    | н/д | н/д  | н/д | Казанская верфь | М. Черкасов | 1716 | 1722 | Сведений о плаваниях не сохранилось. По окончании службы были разобраны в Астрахани. | [ 47 ] [ 105 ] [ 106 ] |

## Прочие галеры
| Наименование | Ор. | Размер    | Ос. | Бан. | Эк. | Верфь                          | Мастер   | Вх.  | Вых. | История службы                                                                                                | Прим.          |
| ------------ | --- | --------- | --- | ---- | --- | ------------------------------ | -------- | ---- | ---- | --- | -------------- |
| Без названия | н/д | н/д       | н/д | н/д  | н/д | Верфь у Переяславля-Залесского | н/д      | н/д  | 1723 | Находилась в составе Потешной флотилии Петра I. В 1723 году была вытащена на берег для хранения.              | [ 107 ]        |
| Тверь        | н/д | 39 x 7,65 | н/д | 12   | н/д | Тверская верфь                 | М. Щепин | 1767 | н/д  | На галере совершила путешествие от Твери до Симбирска императрица Екатерина II.                               | [ 107 ] [ 97 ] |
| Волга        | н/д | н/д       | н/д | 10   | н/д | Тверская верфь                 | М. Щепин | 1767 | н/д  | Сопровождали галеру «Тверь», на которой совершала путешествие от Твери до Симбирска императрица Екатерина II. | [ 107 ] [ 97 ] |
| Казань       | н/д | н/д       | н/д | 10   | н/д | Тверская верфь                 | М. Щепин | 1767 | н/д  | Сопровождали галеру «Тверь», на которой совершала путешествие от Твери до Симбирска императрица Екатерина II. | [ 107 ] [ 97 ] |
| Ярославль    | н/д | н/д       | н/д | 10   | н/д | Тверская верфь                 | М. Щепин | 1767 | н/д  | Сопровождали галеру «Тверь», на которой совершала путешествие от Твери до Симбирска императрица Екатерина II. | [ 107 ] [ 97 ] |

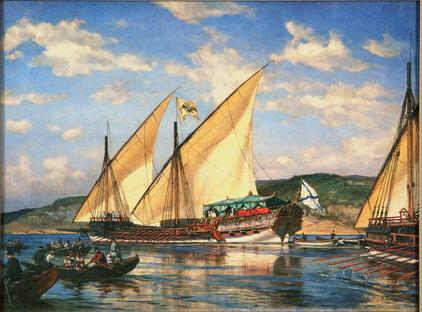
Галера «Тверь»
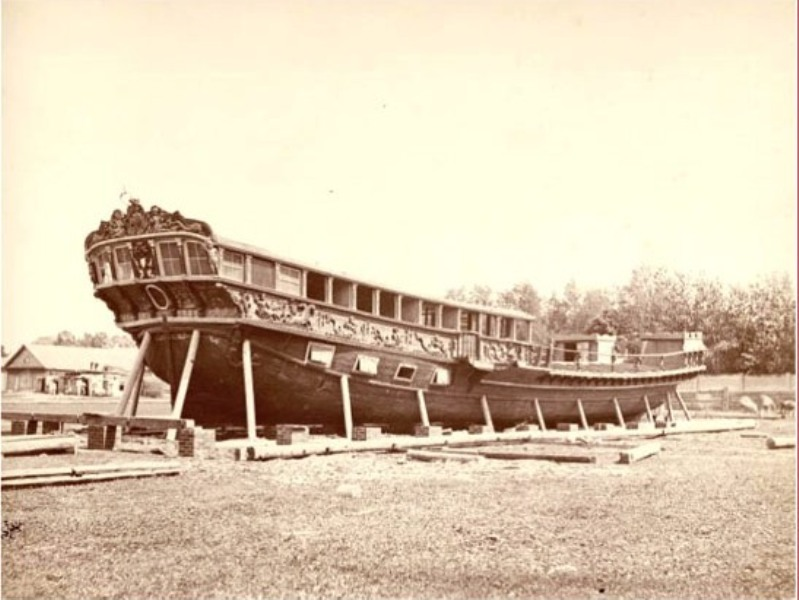
Галера «Тверь» на галерном дворе бывшего Казанского адмиралтейства в конце XIX века

### Комментарии
1. ↑  Мортиры.
2. ↑  Или «Ветр».
3. ↑  Проектное вооружение: шесть 12-фунтовых пушек и от 15 до 21 фальконета.
4. ↑  Указаны проектные размеры, фактические размеры могли отличаться.
5. ↑  Банки на таких галерах устанавливались под углом 81—82° к борту в нос.
6. 1 2 3 4 5 6 7  Галеры «Святой Пётр», «Золотой орёл», «Святой Фёдор Стратилат», «Александр Македонский», «Вера», «Надежда» и «Любовь» строились по одному проекту, тип «Святой Пётр». Галера «Золотой орёл» также встречается под наименованиями «Аквиладор» или «Аквиладора» (от итал. Aquila d’Oro).
7. 1 2  Одна 36-фунтовая пушка, остальные 6-фунтовые.
8. ↑  Одна 24-фунтовая, две 12-фунтовые пушки и 12 фальконетов.
9. ↑  Заложена в 1708 году.
10. 1 2 3  Полугалеры «Святая Анна», «Святой Александр» и «Святой Фёдор Стратилат» строились по одному проекту, тип «Святая Анна».
11. ↑  Одна 12-фунтовая и две 6-фунтовых пушки.
12. 1 2 3  Встречаются упоминания 70 скампавей и галер постройки 1714 года: «Аист», «Анчоус», «Баба», «Багуля», «Барабан», «Белая», «Вальфиш», «Васфиш», «Ворон», «Гагара», «Гарбора», «Гоголь», «Грач», «Грендулина», «Гренок», «Гусь», «Датуля», «Дантан», «Дельфин», «Дрозд», «Ёрш», «Журавль», «Канона», «Каракатица», «Карась», «Каростель», «Краснопёрая», «Копчик», «Крокодил», «Кулик», «Лакс», «Ластка»,  «Лебедь», «Лещ», «Мусельс», «Мушула», «Навага», «Нетопырь», «Пасарим», «Пица», «Пламида», «Потатуй», «Рак», «Рябчик», «Сазан», «Сальпа», «Сарга», «Святой Николай», «Сельдь», «Сёмга», «Сиг», «Скворец», «Сойка», «Сом», «Сорока», «Страус», «Судак», «Тонина», «Треска», «Уринге», «Утка», «Фивра», «Филин», «Форель», «Цапля», «Чайка», «Черепаха», «Чехоня», «Язь» и «Ястреб».
13. ↑  Одномачтовые скампавеи.
14. ↑  17,4 метра — по килю, 22 метра — по палубе.
15. ↑  Одна 6-фунтовая, две 3-фунтовых пушки и 4 фальконета.
16. 1 2 3 4 5 6 7 8 9 10 11 12 13 14 15 16 17 18 19 20 21 22 23 24 25 26 27 28 29 30 31 32 33 34 35 36 37 38 39 40 41  Одна из 41 галеры типа «Люрик».
17. ↑  По другим данным в 1828 году.
18. 1 2 3 4 5 6 7 8 9 10 11 12 13 14 15 16 17 18 19 20 21 22  Одна из 22 галер типа «Бодрая».
19. 1 2 3 4 5 6 7 8 9 10  Одна из 10 галер типа «Багуля».
20. 1 2 3 4 5 6 7 8 9 10 11 12 13 14 15 16 17 18 19 20 21 22 23 24  Одна из 24 галер типа «Анчоус».
21. 1 2 3 4 5 6 7 8 9 10  Одна из 10 галер типа «Бодрая».
22. 1 2 3 4 5 6 7 8 9 10 11 12 13 14 15 16 17 18  Одна из 32 галер типа «Вальфиш».
23. 1 2  Галеры «Двина» и «Нева» строились по одному проекту, тип «Двина».
24. 1 2 3 4 5 6 7  Одна из 7 галер типа «Вёдрая».
25. 1 2 3 4  Одна из 4 галер типа «Палюлос».
26. 1 2 3 4 5 6 7 8 9 10 11 12 13 14 15 16 17 18 19 20  Одна из 20 галер типа «Быстрая».
27. 1 2 3 4 5 6 7 8  Одна из 8 галер типа «Добрая».